# Panzer des Kalten Krieges

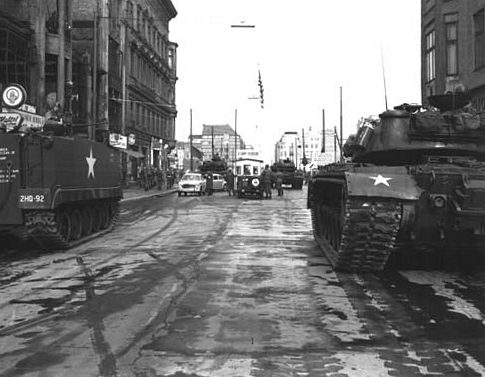
Konfrontation sowjetischer und US-amerikanischer Panzer am 27. Oktober 1961 am Checkpoint Charlie

Der Zweite Weltkrieg wirkte sich unter dem Eindruck der Atombombenabwürfe auf Hiroshima und Nagasaki sowie der strategischen Anpassungen bald auch auf die Entwicklung der Panzer des sich anbahnenden Kalten Krieges aus. Die Tatsache, dass das Schlachtfeld aufgrund atomarer, biologischer und chemischer Waffen (ABC-Waffen) für niemanden mehr vollkommen sicher war, führte zu einigen Tendenzen, die nur wenige Jahre zuvor kaum absehbar waren. Der Umbruch in der Panzerentwicklung mündete zeitweise sogar in eine Grundsatzdiskussion über den Kampfwert von Panzern. Die Frage stellte sich nach den großen Panzerschlachten des Zweiten Weltkriegs eigentlich nicht mehr; man erkannte schnell, dass der Kampfpanzer auch auf einem veränderten Gefechtsfeld, wie es in den Szenarien der Kriegführung insbesondere in Mitteleuropa auftauchte, nichts von seiner Kampfkraft verloren hatte. Der Panzer bot zumindest den Vorteil, dass er als gepanzerte Einheit auch unter ABC-Bedingungen existieren und agieren konnte. Technische Entwicklungen verbesserten mit der Zeit dann auch Beweglichkeit, Panzerschutz und Feuerkraft.
In mehreren Konflikten, vor allem im Koreakrieg und im Nahen Osten, stellte der Panzer seinen Wert unter Beweis. Dort konnte er unter vergleichbaren Bedingungen wie im Zweiten Weltkrieg eingesetzt werden, während die Strategen in anderen Konflikten, vor allem im Vietnamkrieg oder während der zehnjährigen Besetzung Afghanistans hinnehmen mussten, dass neuartige Alternativen der Gefechtsführung, allen voran der Guerillakrieg sowie veränderte Umgebungsbedingungen wie der Dschungel, dem Panzer seine Überlegenheit im Konfliktfall streitig machten.
Wie schon im Zweiten Weltkrieg verlief die Entwicklung der Panzerwaffe je nach Land oder Region unterschiedlich, auch aufgrund geographischer Anforderungen.

## Einsatzgrundsätze der Panzertruppen

Die NATO und der Warschauer Pakt im Kalten Krieg

Um zu verstehen, wie sich der moderne „Kampfpanzer“ entwickelte, muss man auf die unterschiedlichen Einsatzgrundsätze der beteiligten Staaten und Bündnisse des Kalten Krieges, also der NATO auf der einen und des Warschauer Pakts auf der anderen Seite, eingehen. Diese Einsatzgrundsätze veränderten sich seit dem Zweiten Weltkrieg teilweise massiv und stellten grundsätzlich unterschiedliche Auffassungen von moderner Kriegführung dar.

### Warschauer Pakt
Den Erfahrungen des Zweiten Weltkrieges folgend entwickelten die Planer der Roten Armee die bewährte Doktrin der Operation in der Tiefe weiter. Entsprechend dieser Doktrin, die von allen Warschauer-Pakt-Staaten übernommen wurde, sollte der Angriff in drei Staffeln erfolgen. Die führende erste Staffel war die stärkste. Mit Kampfpanzern als Speerspitze sollten operative Einbrüche in die Tiefe hinter die Linien des Feindes erfolgen. Statt danach in die neu geschaffenen Flanken einzudrehen und die Frontlinie vollständig aufzurollen, sollte die erste Staffel nach erfolgtem Einbruch weiter in die Tiefe vorstoßen und den Durchbruch erzwingen. Dort sollten dann Führungs- und Versorgungseinrichtungen der gegnerischen Truppen vernichtet werden. Die Truppen der etwas schwächeren zweiten Staffel hatten die hauptsächliche Aufgabe, hinter der ersten Staffel das genommene Gelände zu sichern und Ausfälle der ersten Staffel zu ersetzen. Reine Unterstützungsaufgaben fielen danach der relativ schwächsten, der dritten Staffel zu. In den 1970er Jahren wurde ein Einsatzprinzip des Zweiten Weltkrieges wieder aufgegriffen. Damals bediente man sich für tiefe Vorstöße einer sogenannten „Beweglichen Gruppe“. Innerhalb des Gefechtes der verbundenen Waffen erhielt diese neue Gruppe den Namen „Operative Manövergruppe“ (OMG). Hauptkampfmittel war auch hier der Kampfpanzer. Zur weiteren Unterstützung gehörten zur OMG aber auch mechanisierte Infanterie und Panzerartillerie.
Grundprinzip dieser Einsatztaktik war, dass nur erfolgreiche Angriffe in ihrer Richtung weiterentwickelt und unterstützt werden sollten. Bei einem Angriff durch ein Regiment mit drei Bataillonen bedeutete dies, dass nur dasjenige Bataillon mit frischen Kräften unterstützt wurde, welches die Schwachstelle in der gegnerischen Defensive erhalten hatte, selbst wenn die anderen beide Angriffsbataillone im Angriffsstreifen liegen bleiben sollten.
Um diese Taktik erfolgreich umzusetzen, war es nötig, eine hohe Anzahl an Panzern in der jeweiligen Hauptkampfrichtung zu konzentrieren. Daher erwiesen sich eigentlich alle sowjetischen Panzer zu Beginn ihrer Serienreife als verhältnismäßig einfach, aber ausbaufähig. Ein weiterer Punkt war, dass sowjetische Panzer immer sehr hohe Reichweiten mit einer einzigen Tankfüllung erreichten. Der T-10 nahm hier beispielsweise mit nur 250 km Reichweite einen hinteren Platz ein.

### NATO
Im Gegensatz zum Warschauer Pakt bildeten bei der NATO massierte Konzentrationen von Panzertruppen ursprünglich nicht das strategische Rückgrat. Erst in den 1960er Jahren entwickelten die Planer der NATO die Einsatzgrundsätze, die heute noch gültig sind. Ziel der NATO-Planung war die Vernichtung schwerer angreifender sowjetischer Verbände in einer möglichst frühen Phase des Gefechts. Zu diesem Zweck wurden Eingreiftruppen gebildet. Innerhalb eines Korps konnte diese Aufgabe als „Feuerwehr an der Front“ ganzen Divisionen zufallen. Eine Aufstellung von Panzerarmeen oder Panzerkorps mit reinem Panzercharakter war nicht vorgesehen. Das bewegliche und führende Element in der taktischen und operativen Gefechtsführung durch Verteidigung sollten Kampfpanzer und Schützenpanzer sein, mit der Aufgabe, feindliche Panzerverbände zu vernichten. Infanterie und gepanzerte Reserveverbände (gekaderte Panzer- und Panzerjägerverbände) im zweiten Treffen sollte schließlich das Gelände sichern. Während dieser Operationen sollten Luftangriffsverbände die Aufgabe übernehmen, gezielt Schläge gegen Truppenansammlungen, Einrichtungen und Infrastruktur des Gegners in der Tiefe seines Raumes zu führen („Follow-on-Forces-Attack“; „Air-Land-Battle“). Erst wenn Panzer und Schützenpanzer die Spitzen der feindlichen Truppen vernichtet hatten, sollte ein Gegenangriff auch am Boden in die Tiefe getragen werden.

### Andere Staaten
Verschiedene Staaten nutzten eigene Entwicklungen und hatten wenig oder gar nichts mit dem Kalten Krieg zu tun, auch durch nicht vorhandene Kräfte und Mittel. Dennoch fügten sie sich in das Bild der Doktrin des Kalten Krieges ein oder beschritten ganz und gar eigene Wege. Als Beispiel seien hier die kriegführenden schwarzafrikanischen Staaten angebracht. Sie nutzten und nutzen Panzer auch durch das Gelände bedingt hauptsächlich als infanteristische Unterstützungselemente, hierbei vor allem Radpanzer. Sie dienen weniger dazu, kraftvolle Durchbrüche durch feindliche Fronten zu erzielen. Gerade in Zentral- und Südafrika ist der Guerillakrieg vorherrschend, wo der Panzer, wie später dargestellt kein probates Mittel darstellt.

## Panzertruppen im Gefecht der verbundenen Waffen

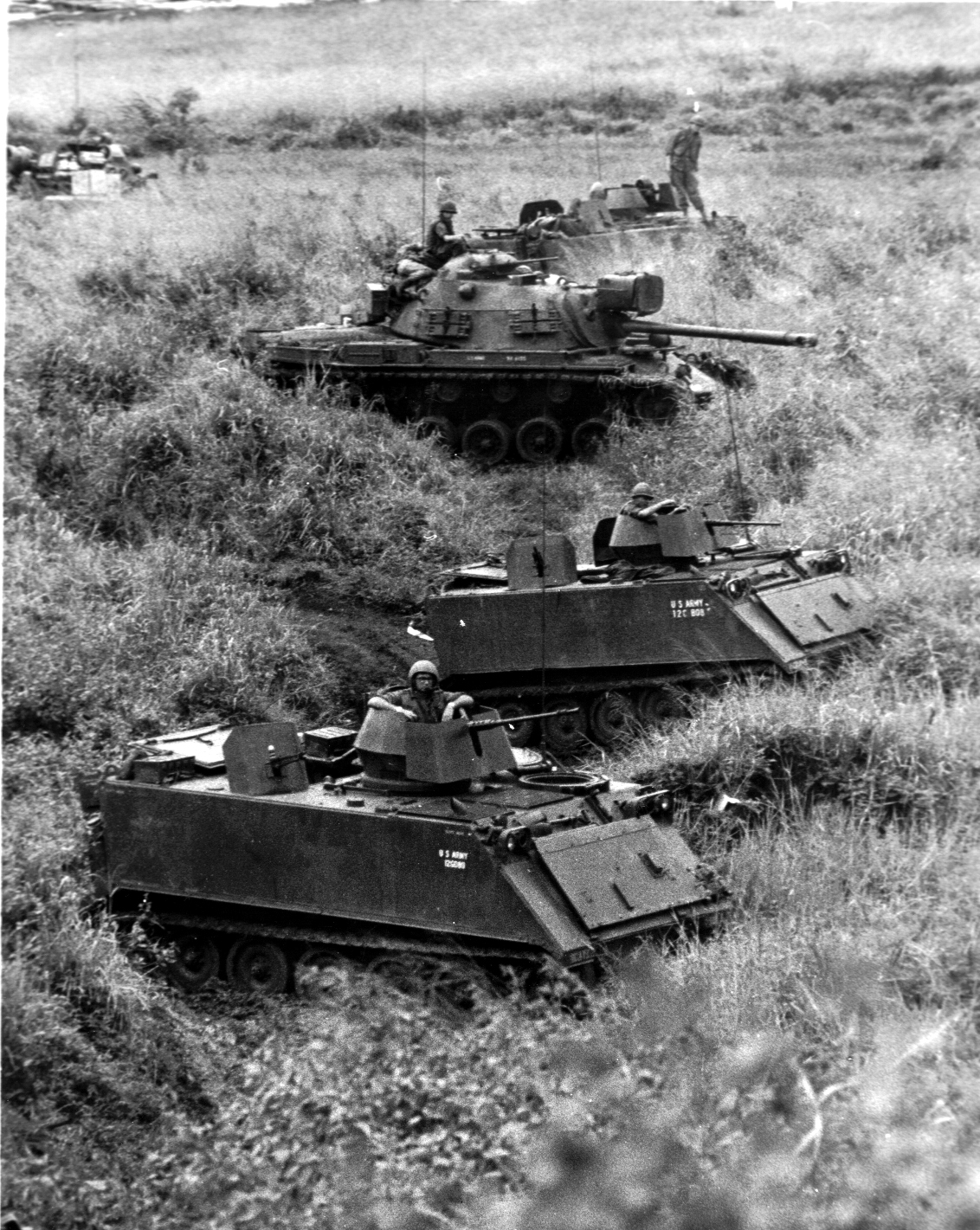
Kampfpanzer und Schützenpanzer im Gefecht in Vietnam. Die Infanterie der Schützenpanzer ist bereits abgesessen.

Die technischen Entwicklungen zu Beginn des 20. Jahrhunderts (Kraftfahrzeug, Flugzeug, Kampfpanzer) schufen neue, unbekannte taktische Möglichkeiten, die erst noch sinnvoll in das alte Konzept des Gefechts der verbundenen Waffen eingebunden werden mussten. Vor dem Zweiten Weltkrieg wurde durch die deutsche Wehrmachtführung und deren operative Denker, wie Heinz Guderian und Erich von Manstein, eine Gefechtsordnung entwickelt, die es ermöglichte, die neuen Waffengattungen gemeinsam operieren zu lassen. Dazu wurden den Infanteriedivisionen Fahrzeuge zugeführt, damit sie den schnell vorstoßenden Panzerkräften folgen und deren Durchbrüche erfolgreich nutzen konnten. Während des Krieges wurde diese Taktik immer weiter verbessert. Die ehemals als motorisierte Infanteriedivisionen bezeichneten Einheiten erhielten leicht gepanzerte Fahrzeuge, wie das Sd.Kfz. 250 und konnten so mit den schnelleren Panzern mühelos Schritt halten. Immer mehr wurde auch die Artillerie motorisiert und durch Selbstfahrlafetten aufgewertet. Grundsatz war, dass alle Waffengattungen im Gefecht effektiv zusammen wirken konnten. Gleichzeitig wurden den einzelnen Armeen oder Heeresgruppen starke Fliegerverbände zugeordnet. Das Schlachtflugzeug nahm einen wichtigen Platz ein. Es bot Nahunterstützung für angreifende Einheiten und konnte Nachschubwege des Feindes effektiv lahmlegen. Zum Ende des Zweiten Weltkrieges war diese Taktik so weit ausgereift, dass nur noch technische Verbesserungen erfolgen konnten. Das Gefecht der verbundenen Waffen wird heute von jeder Armee trainiert und entwickelt. Natürlich sind die Schützenpanzer weiterentwickelt worden, ebenso die Kampfpanzer. Nahunterstützungsaufgaben mittels Luftangriffen übernimmt heute meist der Hubschrauber.
Kleinster Verband, der das Gefecht der verbundenen Kräfte führt, ist das Bataillon als Gefechtsverband, dem durch gegenseitige Unterstellung mit anderen Kampftruppenverbänden und Unterstellungen Kräfte zur Unterstützung zugeführt werden.
Kleinster Großverband der mit eigenen Mitteln, also ohne Zuführung von Verstärkungen, das Gefecht der verbundenen Waffen führen kann, ist bei den meisten Armeen die Brigade. Sie verfügt in ihrem Truppenrahmen über Artillerie, Panzer und motorisierte Infanterie. Fliegerkräfte kann sie nach Erkenntnissen über die Gefechtslage über die Division anfordern, der meist Sorties vom Korps für den CAS zugeteilt werden. Zusätzlich unterstellte Truppen wie Heeresflugabwehrverbände verstärken die Brigade.
Beim US-amerikanischen Heer ist die kleinste Einheit für diese Aufgabe das Armored Cavalry Regiment (deutsch: Gepanzertes Kavallerieregiment). Derzeit gibt es zwei Regimenter, die diese Aufgabe erfüllen können. Ziel ist es hier, einen sehr kleinen Verband zu haben, der eigenständig als Speerspitze einer Brigade oder Division fungieren kann und nicht von der Division oder Brigade zu unterstellenden Einheiten abhängig ist. Die sowjetische Operative Manövergruppe ist damit nicht zu vergleichen, denn hier kann es sich um Brigaden und Divisionen handeln.

## Kampfpanzer

### Sowjetunion

#### T-34
Vom T-34 wurden von 1940 bis 1958 etwa 80.000 Stück gebaut. Er war auch an Konflikten im Kalten Krieg beteiligt. Die beiden Varianten, der T34/85 (benannt wegen der 85-mm-Panzerkanone) und der ältere T-34/76 (mit einer 76-mm-Kanone), waren bis in die 1980er Jahre im Dienst bzw. der Reserve der Armeen des Warschauer Paktes. Bedeutende Einsätze waren der Korea-Krieg, wo er den US-Streitkräften erhebliche Verluste zufügte, und die Nahost-Kriege. In Gefechten mit israelischen Panzern westlicher Herkunft in den 1960er und 1970er Jahren zeigte sich, dass der T-34 für moderne Panzer keine Gefahr mehr war. Abgelöst wurden der T-34 durch den T-54/55.

#### IS-3

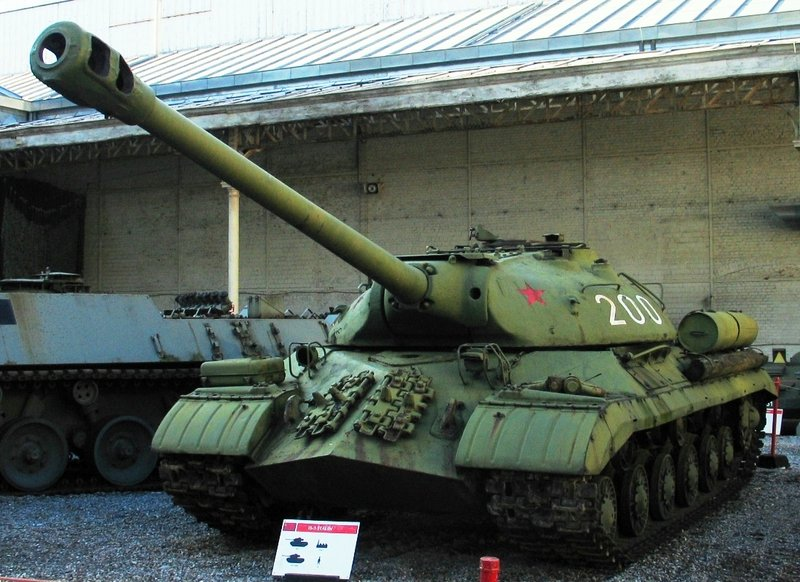
Sowjetischer IS-3

Eine Entwicklung des Zweiten Weltkrieges war der IS-3. Dieser wurde zu spät gebaut, um noch aktiv am Kampfgeschehen teilzunehmen. Gleichzeitig bildete er nach dem Zweiten Weltkrieg den Kern der gepanzerten Streitkräfte der UdSSR. Zu seiner Zeit war der IS-3 ein furchterregender Gegner. Er war enorm stark gepanzert und verfügte mit einer 122-mm-Bordkanone über eine der bis dato schwersten in Kampfpanzern genutzten Waffen. Seine Formgebung gab auch einen ersten Einblick in den sowjetischen Panzerbau der nächsten dreißig Jahre. Er war das erste Gefechtsfahrzeug mit dem sogenannten Schildkrötenturm, der für sowjetische und später auch russische Panzer markant werden sollte. Diese Form des Turmes bot den Vorteil, dass sie Geschosse leichter abprallen ließ und hohe Panzerdicken erlaubte. Als der IS-3 in den 1950er Jahren aus den Reihen der sowjetischen Panzer ausgemustert wurde, wurde er aber nicht etwa verschrottet, sondern – eine Praxis, derer sich die sowjetische Führung im Verlauf des Kalten Krieges ebenso häufig bediente wie die US-amerikanische – an verbündete Staaten geliefert. Eine große Zahl von IS-3-Panzern wurde von den Staaten des Nahen Ostens in den Kriegen gegen Israel eingesetzt. Hierbei zeigte sich aber, dass der IS-3 der moderneren Ausrüstung der israelischen Panzerwaffe nicht mehr gewachsen war. Ab 1970 verschwand das Fahrzeug aus den Arsenalen.

#### T-54/55

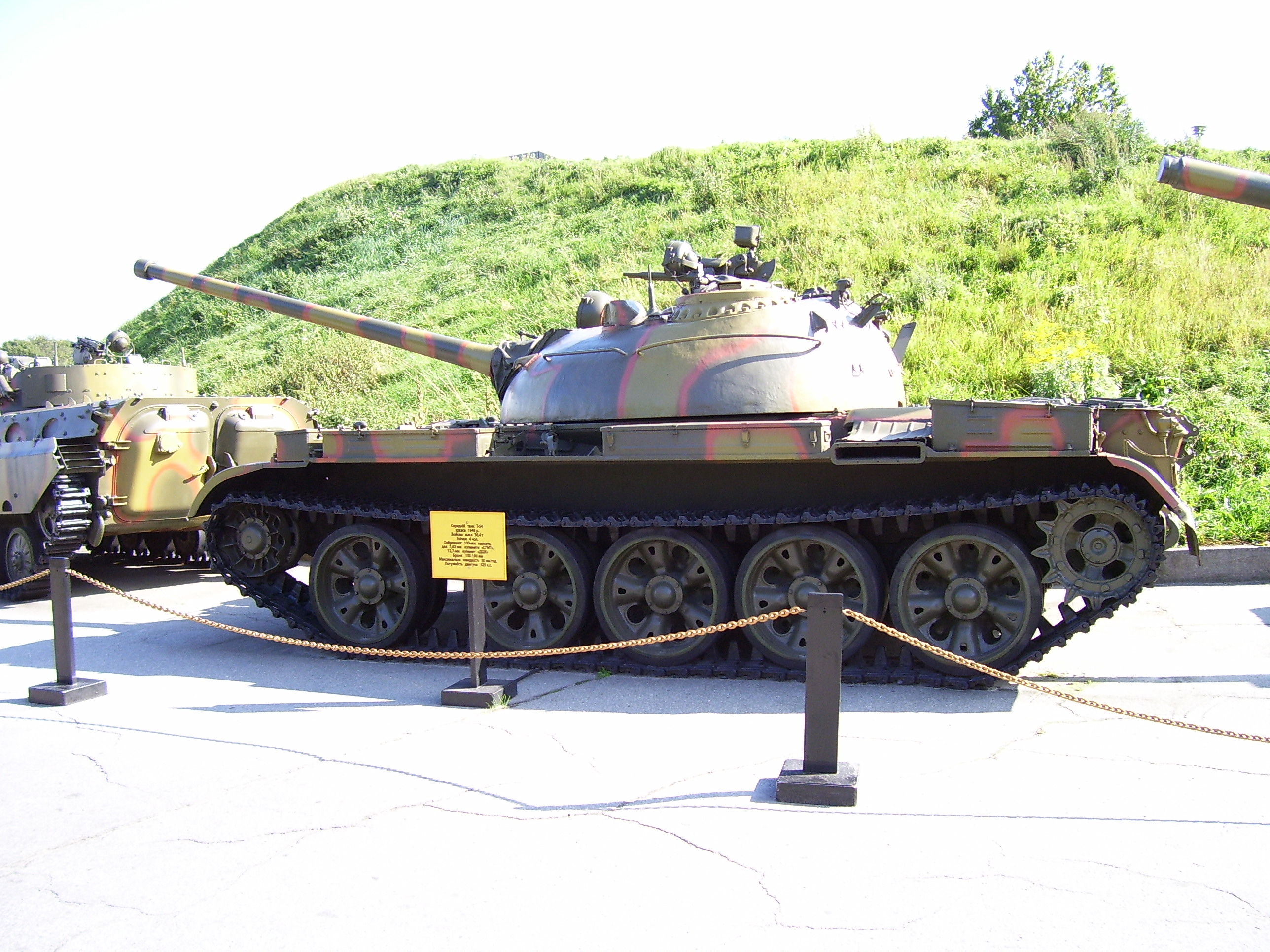
T-54/55

Einer der meistproduzierten Panzer der UdSSR war der T-54/T-55. Er war so konzipiert, dass er problemlos kampfwertgesteigert werden konnte. Dazu zählt etwa reaktive Panzerung zum Schutz gegen Hohlladungsgeschosse, bessere oder modernere Feuerleitanlagen, Zielrechner und weitere Umbauten. Gleichzeitig sollte der T-54/55 aber verhältnismäßig günstig sein, damit auch ärmere Staaten sich dieses Fahrzeug leisten konnten. Der T-54/55 ist einer der verbreitetsten Panzer der Welt und spielte in vielen Konflikten und Kriegen eine Rolle. Er war unter anderem beteiligt an allen Golfkriegen, an vielen Einsätzen im Nahen Osten und am Jugoslawien-Konflikt in den 1990er Jahren. Jede Armee des Warschauer Vertrages besaß T-54/55. Die Sowjetunion lieferte ihn auch an afrikanische Staaten (z. B. Angola), an Kuba und an asiatische Verbündete. Seit den 1980er Jahren gilt er als veraltet. Kampfwertsteigerungen konnten nicht verhindern, dass der T-54/55 modernen Panzern unterlegen ist. Sein direkter Nachfolger war der T-62.

#### T-62
Der T-62 erstand aus der Notwendigkeit heraus, den T-55 kampfwertzusteigern, während dessen designierter Nachfolger T-64 noch nicht serienreif war. Die neue, wesentlich leistungsstärkere 115-mm-Glattrohrkanone bedingte die Vergrößerung des Turmkranzdurchmessers über das konstruktiv mögliche Maximalmaß des T-55 hinaus. Deshalb wurde die Wanne entsprechend vergrößert und die Laufrollenanordnung angepasst. Die Laufwerkskomponenten und der Antrieb wurden mit geringen Änderungen vom T-55 übernommen. Das Schutzniveau entsprach ebenfalls weitgehend dem T-55. Eine nicht unerhebliche Zahl wurde exportiert und wird von den Importstaaten teilweise bis heute eingesetzt.

#### T-64

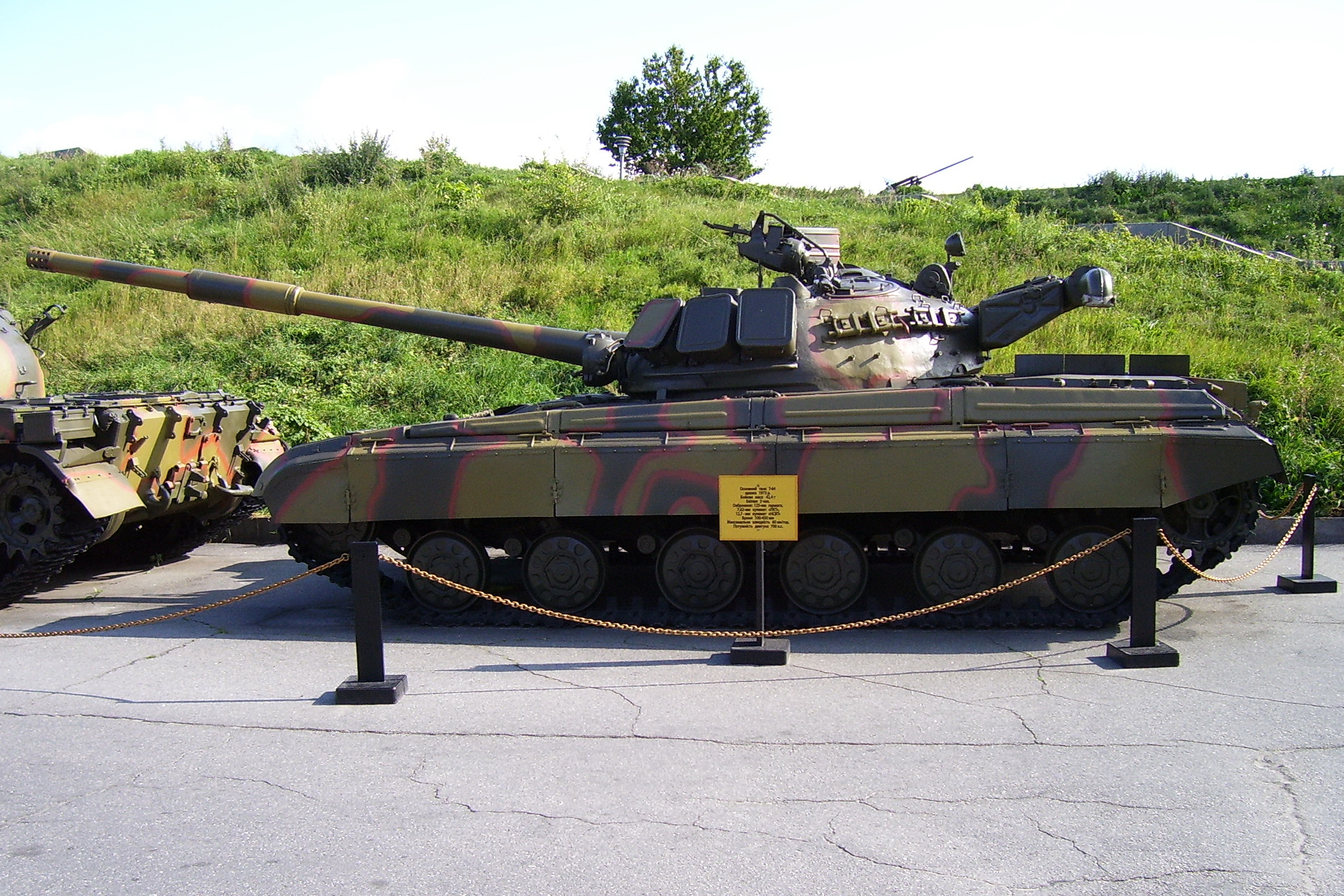
T-64

Der T-64 tauchte in den 1960er Jahren in den Arsenalen der Sowjetunion auf. Der Panzer war der erste sowjetische Panzer, der nicht dem alten Klassensystem (leicht, mittel, schwer) angehörte, sondern von vornherein als Kampfpanzer nach heutiger Auffassung konzipiert war und die mittleren Panzer T-54, T-55 sowie die schweren Panzer IS-3 und T-10 ablöste. Er verfügte als erster Panzer der Welt über eine wegweisende Verbundpanzerung aus Keramik und Panzerstahl, die einen damals hervorragenden Schutz bei gleichzeitig niedrigem Gewicht bot. Ebenso war der T-64 der erste Panzer, der über einen Ladeautomaten verfügte. Dadurch konnte der Ladeschütze eingespart und somit der benötigte Platz im Turm verringert werden. Dies führte zu einer kleineren Silhouette des Panzers, wodurch sich die Angriffsfläche des Fahrzeuges verringerte und Aufklärung im Gelände durch den Gegner erschwert wird. Hauptwaffe ist die 125-mm-Glattrohr-Panzerkanone D-81. Die Technik des T-64 war als geheim eingestuft, weshalb der T-64 nie exportiert wurde. Auf seinem Entwurf basierte der in den 1970er Jahren projektierte T-80.

#### T-72

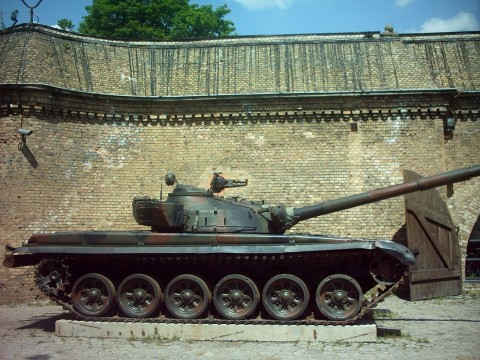
T-72

Der Anfang der 1970er Jahre eingeführte T-72 prägte das Bild der Panzerstreitkräfte der Sowjetunion und des Warschauer Paktes stark. Er wurde sowohl in der UdSSR als auch in Polen, der Tschechoslowakei und Ungarn in Lizenz gefertigt. Der T-72 war ein Schritt in eine neue Richtung: Er wurde für den Einsatz in einer Wehrpflichtigenarmee konzipiert, war also sehr einfach zu bedienen und zu warten. Feuerleitrechner und ABC-Schutz gehörten zur Ausstattung. Die Beschaffungs- und Unterhaltungskosten für den Panzer waren relativ niedrig. Der Panzer schien seiner Zeit zu genügen. Seine ersten Kampfeinsätze hatte der T-72 im Nahen Osten. Dem moderneren israelischen Merkava war er nicht gewachsen. Auch heute noch ist der T-72 der Standardpanzer in vielen ehemals zum Warschauer Pakt gehörenden Staaten. In China basieren viele Panzerfahrzeuge zumindest in der Bauweise von Chassis und Fahrwerk auf dem T-54/55 und dem T-72. In seinen Grundzügen bildete der T-72 die Grundlage für das nach dem Ende des Kalten Krieges entwickelten Modell T-90.
Der T-72 erfuhr in einigen Nutzerstaaten Kampfwertsteigerungen, unter anderem wurden eine zusätzliche Reaktivpanzerung und eine verbesserte Feuerleitanlage eingebaut. Eine modernisierte polnische Variante trägt die Bezeichnung PT-91.
Hervorzuheben ist die zuverlässige 125-mm-Kanone D-81 und die in den 1970er-Jahren gegenüber einigen westlichen Panzermodellen überlegene Panzerung, was zur Einführung von neuer panzerbrechender Munition Anfang der 1980er-Jahre in den NATO-Mitgliedstaaten führte.

#### T-80
Der vom Leningrader Kirowwerk entwickelte und produzierte T-80 war keine direkte Weiterentwicklung des T-64, wenngleich zum Teil dessen Komponenten verwendet wurden. Dies betraf insbesondere die Waffenanlage mit der bewährten D-81, dem Ladeautomat und der Feuerleitanlage. Das der Masse des T-64 nicht gewachsene Leichtbau-Laufwerk wurde komplett neukonstruiert und als Hauptantrieb – erstmals im Panzerbau – eine Gasturbine mit zunächst 1000, später 1250 PS verwendet. Dadurch war der T-80 der Panzer mit dem besten Leistungsgewicht. Sein relativ niedriges Gesamtgewicht beruhte neben den geringen Abmessungen hauptsächlich auf dem Einsatz der weiterentwickelten Verbundpanzerung.
Der T-80 sollte die Speerspitze der Panzertruppen bilden und wurde daher den Gardepanzereinheiten zugeteilt. Wie auch der T-64 wurde der T-80 nicht exportiert.

### USA

#### M47 Patton 1 und M48 Patton 2

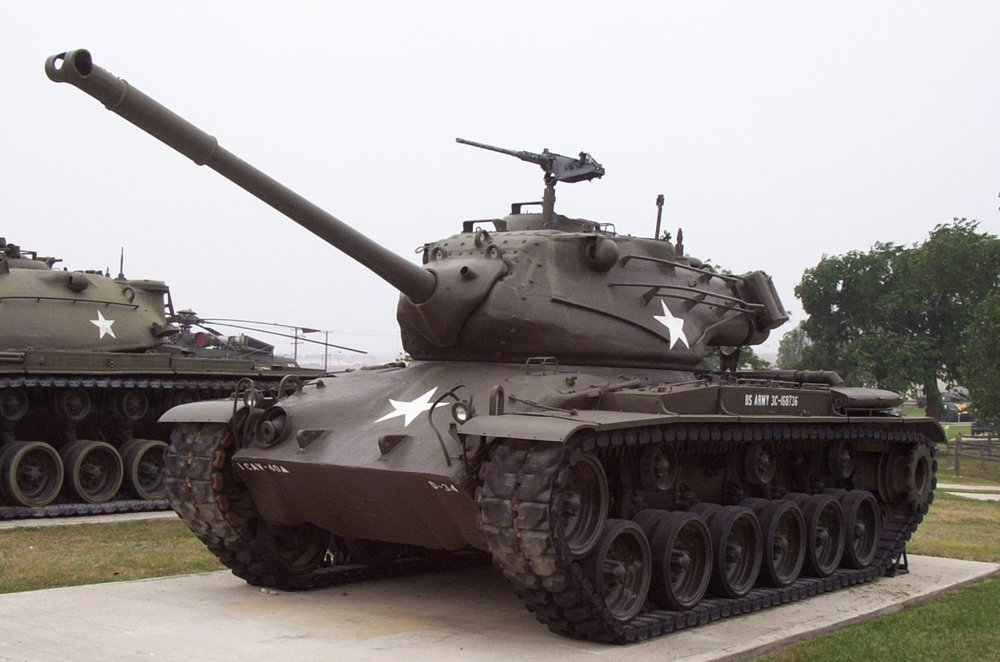
M47 Patton

Die USA standen nach dem Ende des Zweiten Weltkrieges vor einem massiven Problem. Die Masse der US-amerikanischen Panzerstreitkräfte war mit M4-Sherman-Panzern ausgerüstet. Den sowjetischen Panzern hatten die US-amerikanischen Truppen nichts entgegenzusetzen. Das Problem konnte kurzfristig mit dem M26 Pershing behoben werden, diese Lösung war allerdings nicht zufriedenstellend. Mit dem M24 Chaffee verfügte man über einen leichten Panzer, der seine Wirkung durch neuere Munition auch nicht einbüßte, aber ebenfalls dem Alter zum Opfer fiel. Es musste dringend ein völlig neuer Panzer konzipiert werden, zumal die Einteilung in leichte, mittlere und schwere Panzer überholt war. Auch die Überlegung der atomaren Abschreckung wirkte spätestens dann nicht mehr, als die Sowjetunion ebenfalls über diese Waffe verfügte. Man konnte zwar den M26 noch einer Kampfwertsteigerung unterziehen, die so eklatant war, dass man der Weiterentwicklung einen eigenen Namen (M46) zuwies, kam aber um eine Neukonzeption nicht herum. Es war dies der M47/48 Patton. Der M47 hatte allerdings noch mit großen Problemen zu kämpfen, sein Benzinverbrauch war beispielsweise enorm. Zwar konnten abwerfbare Zusatztanks installiert werden, aber das war nur eine minimale Hilfe. Erste richtige Veränderungen kamen erst beim M48 Patton 2 auf. Er wurde bereits entwickelt, als die Serienproduktion des M47 gerade anlief. Der M48 basierte in seinen Grundzügen auf dem M47, hatte aber einige Neuerungen aufzuweisen. Um den nicht akzeptablen Benzinverbrauch von etwa 5 Litern pro Kilometer zu vermindern, wurde ein neues Antriebsaggregat entwickelt, das den Verbrauch in etwa halbierte. Der M48 bekam als erster Panzer der Welt eine ABC-Schutzanlage.

#### M60

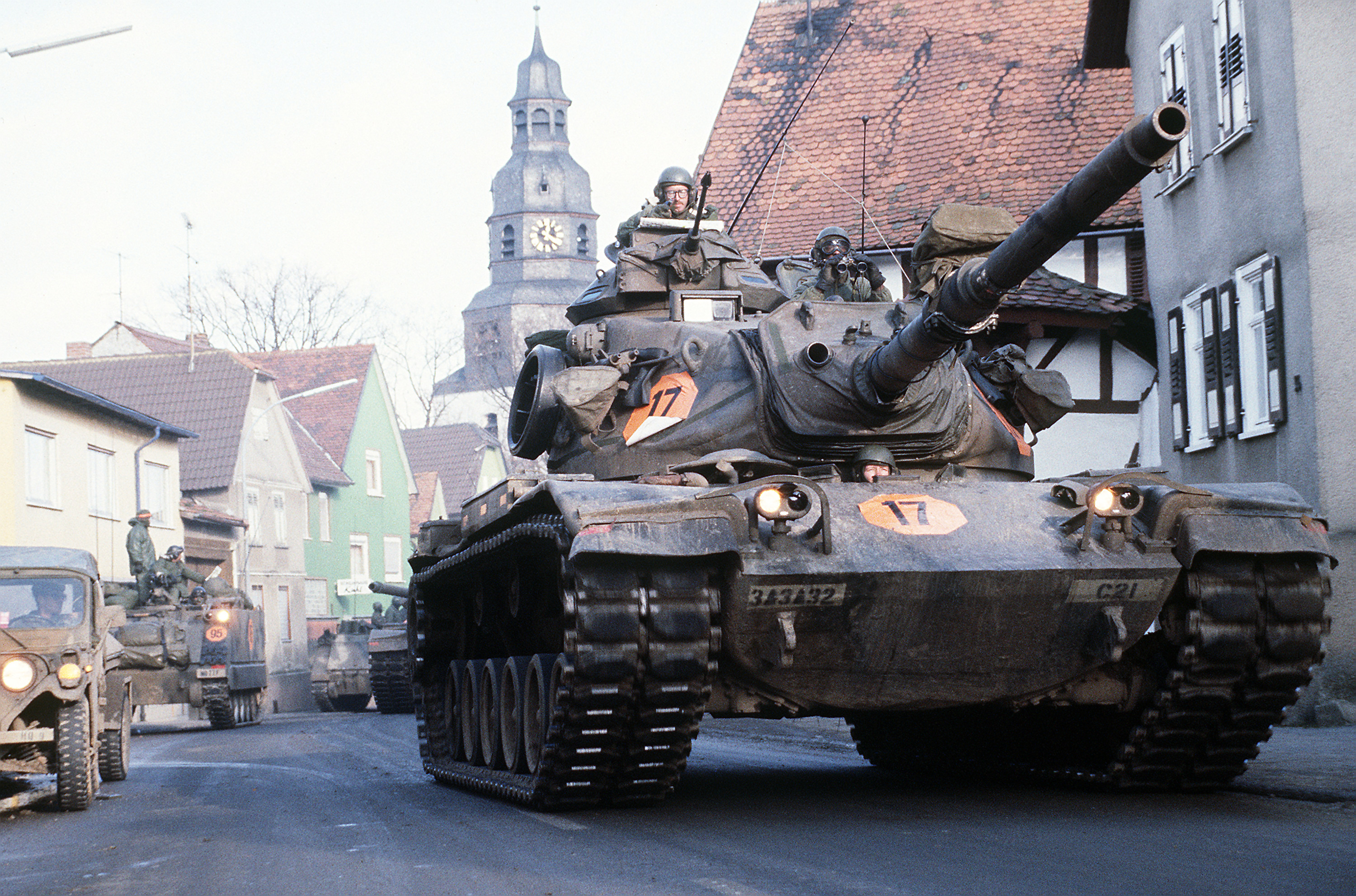
Ein US-amerikanischer M60A3 während des Manövers REFORGER 1985 in Hessen

Der M60 war einer der am meisten produzierten Kampfpanzer der USA seit dem Zweiten Weltkrieg. Fälschlicherweise wird er häufig als M60 Patton bezeichnet, führte jedoch als einer der wenigen westlichen Panzer keinen offiziellen Beinamen. Ursache der Verwechslungen zwischen dem M60 und dem M48 war der Turm des M48A2, den man mit der 105-mm-Kanone L7 versehen auf die Wanne der ersten Modellreihe gesetzt hatte und der die Bezeichnung M60 erhielt. Der M60 wies den Weg, den die Panzer der NATO in Zukunft nehmen würden. Auch heute noch setzen viele Staaten den M60 ein. Zwar basierte das Grundprinzip auf den Erfahrungen der Entwicklung von M 47/48, der Panzer war jedoch eine völlige Neuentwicklung und mit einem Dieselmotor (760 PS) ausgerüstet. Einer der ersten Prototypen hatte noch die 90-mm-Kanone M36. Bereits in der Testphase wurde jedoch entschieden, dass mindestens das Kaliber 105 mm notwendig sei. Der M60A1 erhielt in seiner Ausführung die 105-mm-Kanone L7 und einen anderen Turm. Dazu wurden APFSDS-Geschosse genutzt. Der Panzerschutz war verbessert und auch das Reichweitenmanko des M48 wurde beseitigt. Das Turm-Maschinengewehr wurde wie bei seinem Vorgänger wieder unter einer Panzerkuppel verborgen, was teilweise zu der falschen Schlussfolgerung führte, es handele sich um einen Multiturmpanzer. Tatsächlich war das Maschinengewehr im Kuppelstand aber hervorragend geeignet, dem Kommandanten Schutz bei der Bekämpfung feindlicher Ziele zu bieten, eine Möglichkeit, die bei offen lafettierten Maschinengewehren nicht gegeben war. Beim M60A2 entschied man sich zu einem Versuch, die Kanone zu vergrößern. Statt der 105-mm-Kanone wurde eine 152-mm-Kanone eingebaut. Diese Waffe konnte auch den MGM-51 Shillelagh-Panzerabwehrlenkflugkörper abfeuern. Diese Konstruktion erwies sich als nicht erfolgreich und wurde bald wieder eingestellt. Der Nachfolger M60A3 verfügte über ein verbessertes Zielsystem, Laserentfernungsmesser und einen verbesserten Antrieb. Bis zum Erscheinen des M1 Abrams blieb dieser Panzer das Hauptmodell der US-amerikanischen Panzerstreitkräfte. Der M60 wurde, sofern keine eigenen Entwicklungen zur Verfügung standen, in viele verbündete Staaten exportiert, wo er zum Teil auch heute noch im Dienst ist. In den USA ist lediglich zu Ausbildungszwecken und bei der Nationalgarde noch eine unbekannte Anzahl von Fahrzeugen in der Verwendung.

#### M1 Abrams

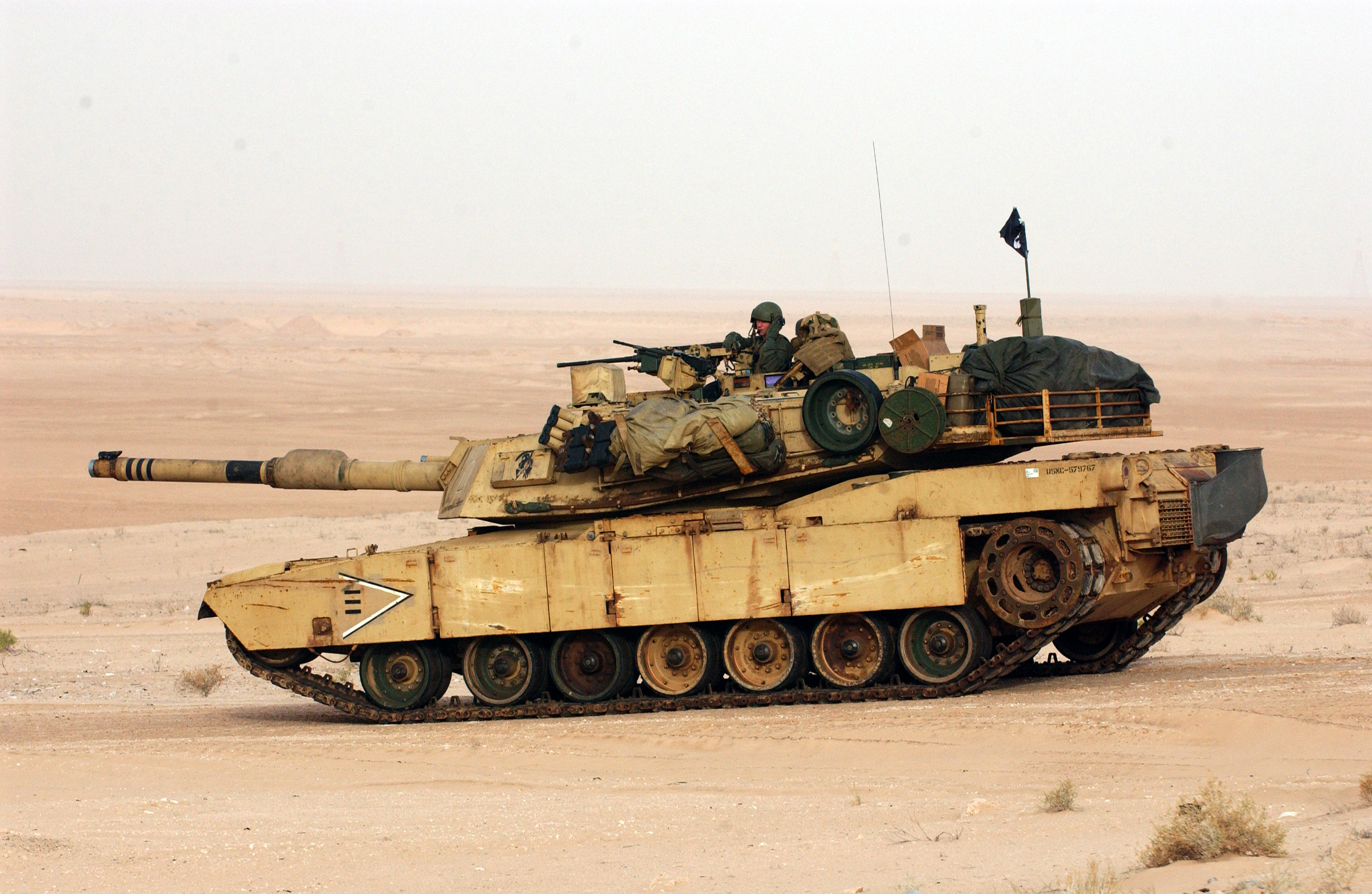
M1A1 Abrams

Der M1 Abrams stellt die letzte Entwicklung der US-amerikanischen Panzer im Kalten Krieg dar. Der Ursprung des M1 Abrams war das binationale Projekt Kampfpanzer 70 (KPz 70 bzw. MBT-70) unter Beteiligung der USA und der Bundesrepublik Deutschland. Unterschiedliche Auffassungen zwischen den Partnern als auch Entwicklungsfortschritte führten dazu, dass das gemeinsame Projekt aufgegeben wurde und begonnen wurde, mit dem M1 Abrams und dem Leopard 2 jeweils einen eigenen Kampfpanzer zu entwickeln. Seit 1980 wird der M1 Abrams von Chrysler produziert. Die erste Version erhielt noch die gezogene 105-mm-Kanone des M60. Diese Kanone erwies sich aber sehr schnell als veraltet und der neuen 120-mm-Glattrohrkanone von Rheinmetall sowie der robusten und schlagkräftigen 125-mm-Kanone der Sowjets unterlegen. Deshalb übernahmen die US-Amerikaner recht zügig die deutsche Kanone und fertigen sie seitdem in Lizenz. Auch die Panzerketten des M1 stammen vom Leopard-2-Panzer. Völlig anders war, dass man eine Gasturbine statt eines Diesel- oder Mehrstoffmotors verwendete. Das erhöhte zwar das notwendige Treibstoffvolumen, gab dem Panzer aber eine ausgezeichnete Beweglichkeit. Die Verbundpanzerung ist im Laufe der Versionen so verstärkt worden, dass selbst Geschosse mit hoher kinetischer Energie (etwa APFSDS-Geschosse modernster Produktion) sie nur schwer durchbrechen können. Die kampfwertgesteigerte Variante ist der M1A1 Abrams und zuletzt der M1A2. Ein Ende der Produktion ist derzeit nicht abzusehen.

### Großbritannien
Großbritannien entwickelte auch nach dem Zweiten Weltkrieg eigene Panzer und übernahm keine Konstruktion von den US-amerikanischen oder anderen Verbündeten.

#### Centurion und Conqueror

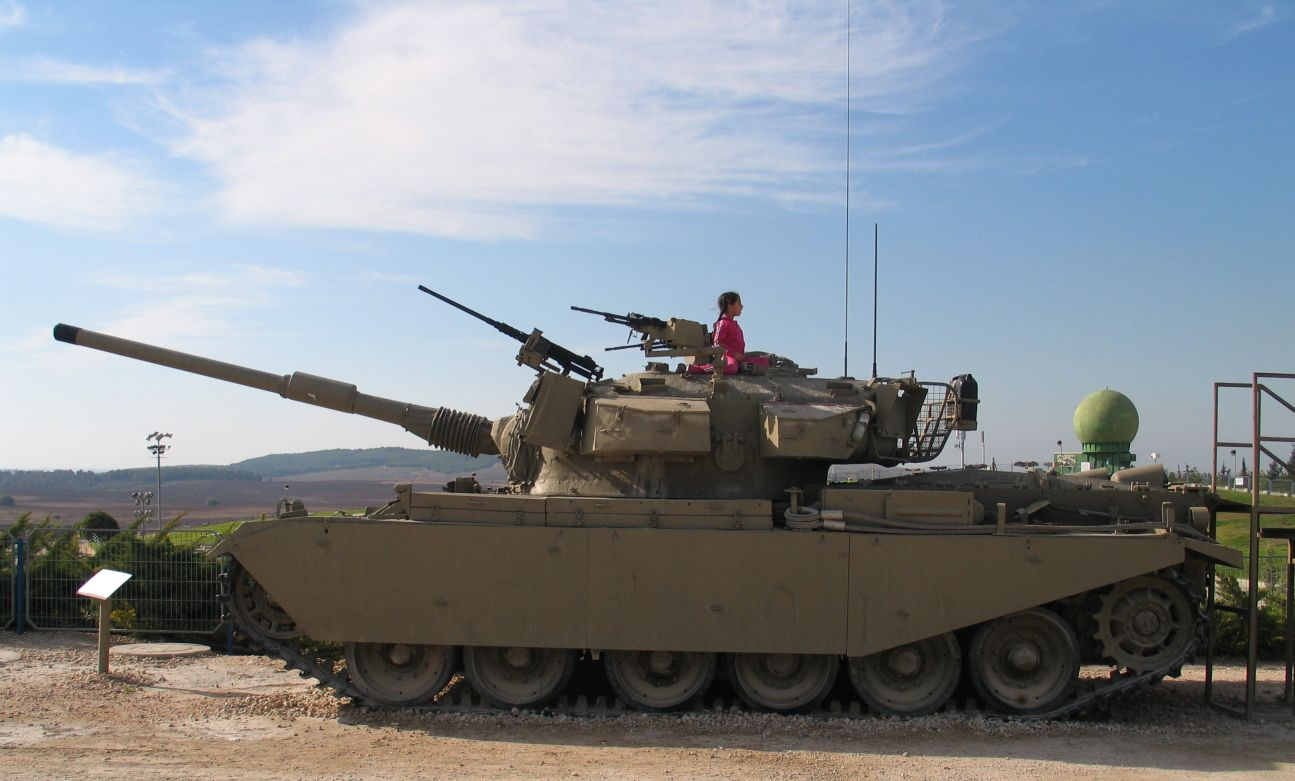
Israelischer Centurion-Panzer

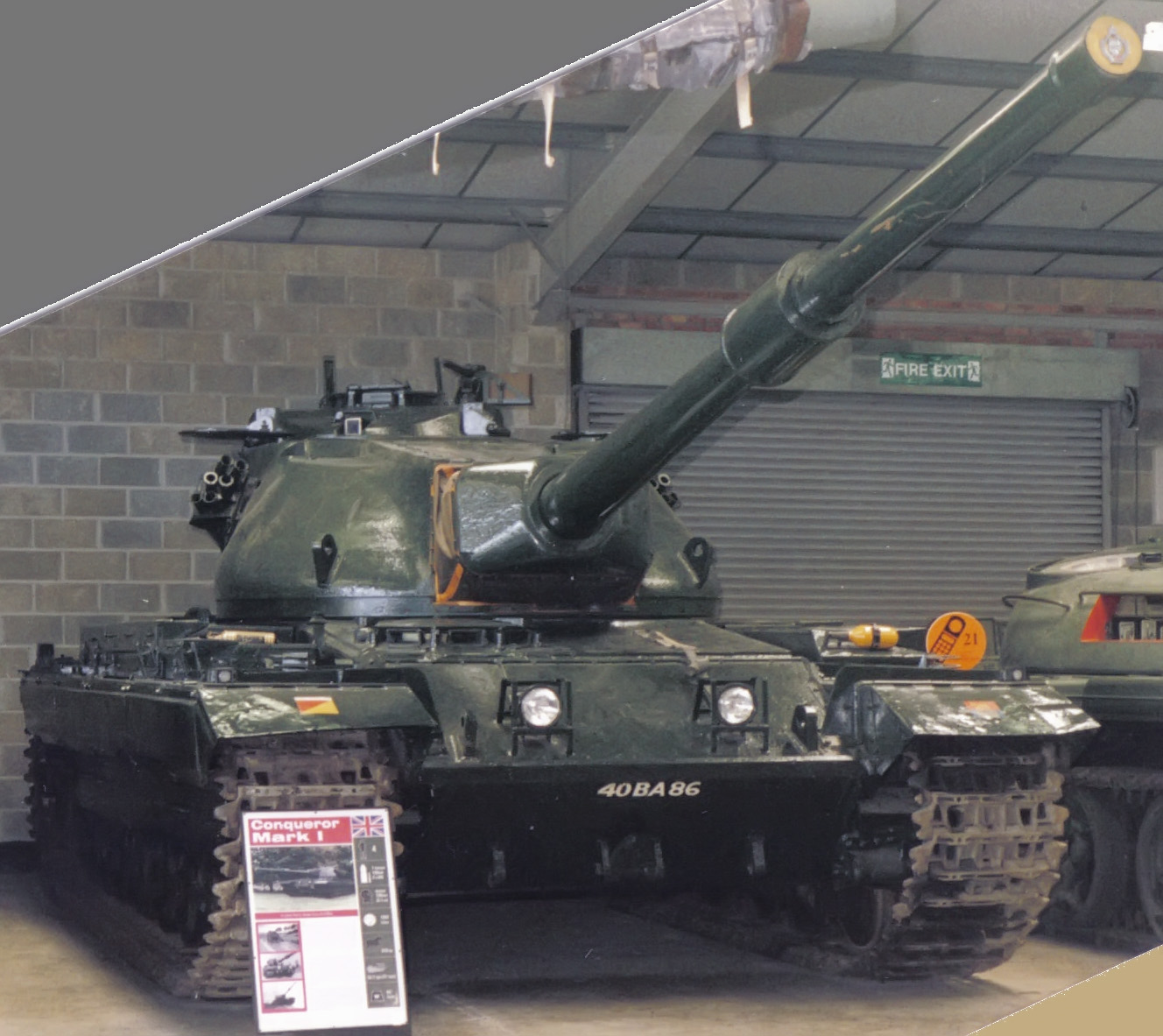
Conqueror-Panzer

Das Hauptmodell der britischen Panzerstreitkräfte war lange Zeit der Centurion, der als eine der erfolgreichsten westlichen Panzerentwicklungen der Nachkriegszeit gilt. Er war maßgeblich an den Kriegen im Nahen Osten beteiligt, wo er sich erfolgreich gegen sowjetische Modelle durchsetzte. Hohe Beweglichkeit, guter Panzerschutz und die problemlos vorzunehmende Kampfwertsteigerung ließen den 1945 entwickelten Panzer ähnlich erfolgreich wie den T-55 werden. Selbst als bereits der Chieftain entwickelt war, wurde der Centurion noch von vielen Armeen benutzt. Der Centurion BARV (englisch Beach armoured rescue vehicle), eine für Landeoperationen entwickelte Variante, wurde sogar noch im Falklandkrieg 1982 eingesetzt. Zwei weitere Pionierpanzervarianten, der 165 mm AVRE und der 105 mm AVRE, wurden bis in die 1990er Jahre benutzt, dabei wurde die 165-mm-AVRE-Variante im zweiten Golfkrieg eingesetzt.
Weit weniger erfolgreich war der Conqueror. Der schwere Panzer sollte mit seinem Geschütz Langstreckenunterstützung für angreifende Centurionverbände geben. Das Chassis des Conqueror war eine vereinfachte Form des Fahrwerks des Churchill-Panzers. Obwohl die Erfahrungen des Zweiten Weltkrieges den Schluss nahelegten, dass zu viele Laufrollen die Beweglichkeit behinderten, wurden trotzdem acht Laufrollen pro Seite installiert. In der Folge waren Geschwindigkeit und Beweglichkeit stark eingeschränkt. Tatsächlich konnte der Conqueror nur 34 km/h auf der Straße erreichen, im Gelände entsprechend weniger. Im Verhältnis zu seinem Gewicht von etwa 65 Tonnen war er stark untermotorisiert, wodurch zusätzliche Probleme mit dem Motor entstanden. Die Wartung war aufwendig, man benötigte entsprechend mehr Nachschub- und Unterstützungstruppen. Ähnlich wie der noch unglücklichere M103 der US-Amerikaner konnte der Conqueror nicht überzeugen. Nachdem klar wurde, dass man den Centurion beinahe problemlos auf den Kampfwert des Conqueror aufwerten konnte, wurde der Panzer quasi über Nacht obsolet, so dass auch nur knapp 200 Conqueror gebaut wurden. Diese wurden – ähnlich wie das US-amerikanische Gegenstück M103 – lediglich in Deutschland eingesetzt. Als die meisten Panzer den Status eines Kampfpanzers erreichten – der Centurion ab den 1960er Jahren, so wie auch der M60 – wurde das Prinzip des schweren Panzers aufgegeben. Die Panzer wurden ausgemustert und verschrottet.

#### Chieftain und Challenger

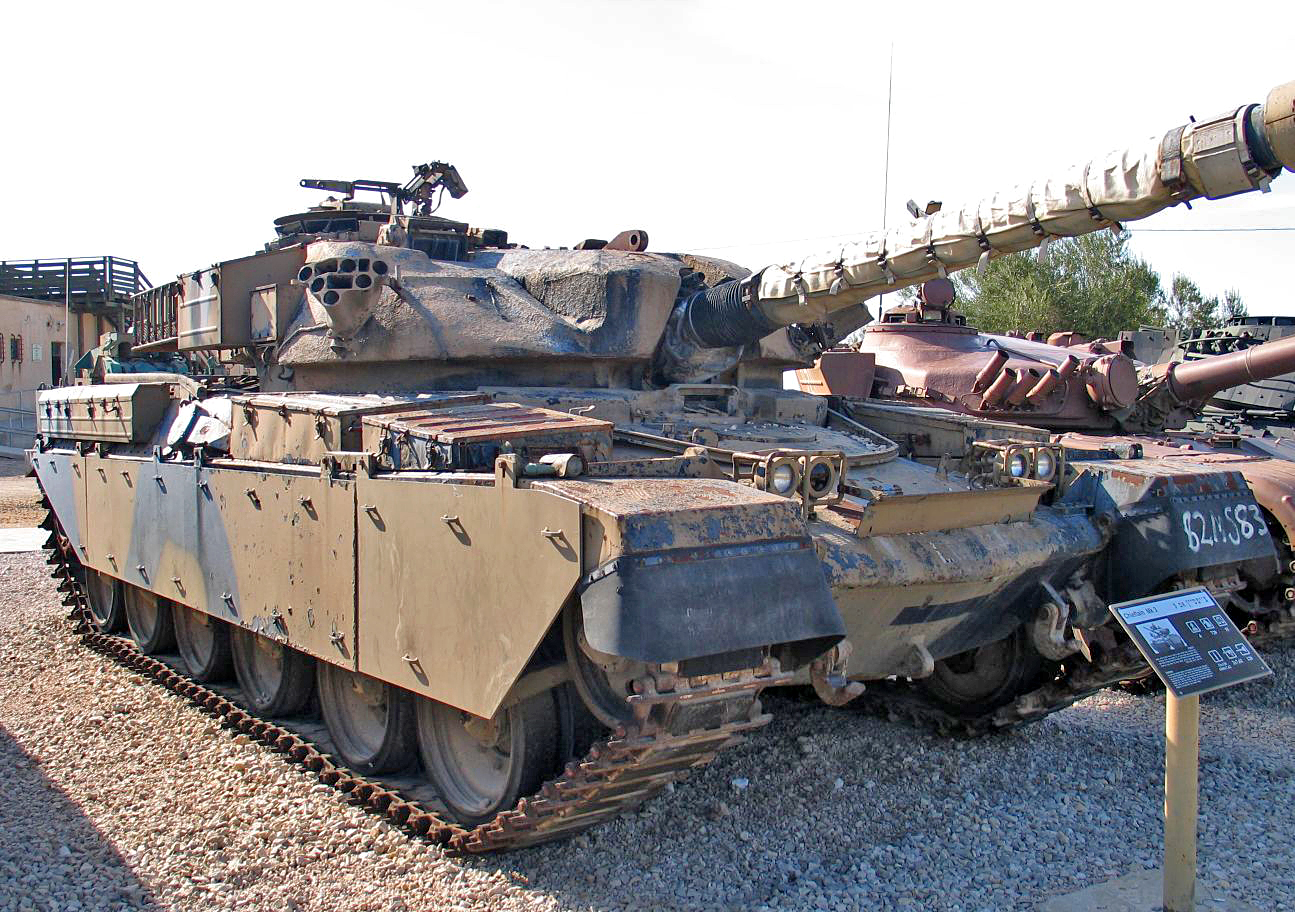
Chieftain MK III

Chieftain und Challenger lösten nacheinander die altehrwürdigen Centurions ab. Der Chieftain zählt zu den Panzern der zweiten Generation. Bei den Anforderungen zur Nachfolge wurde in erster Linie Wert auf starken Panzerschutz gelegt und erst in zweiter und dritter auf Feuerkraft und Beweglichkeit. Damit war der Chieftain seinen Konkurrenten Leopard 1 und AMX-30 hinsichtlich Panzerung zwar überlegen, dafür aber wesentlich langsamer und mit weit geringerem Fahrbereich. Hauptkritikpunkt ist die für die damalige Zeit inadäquate Zielerfassungsanlage.

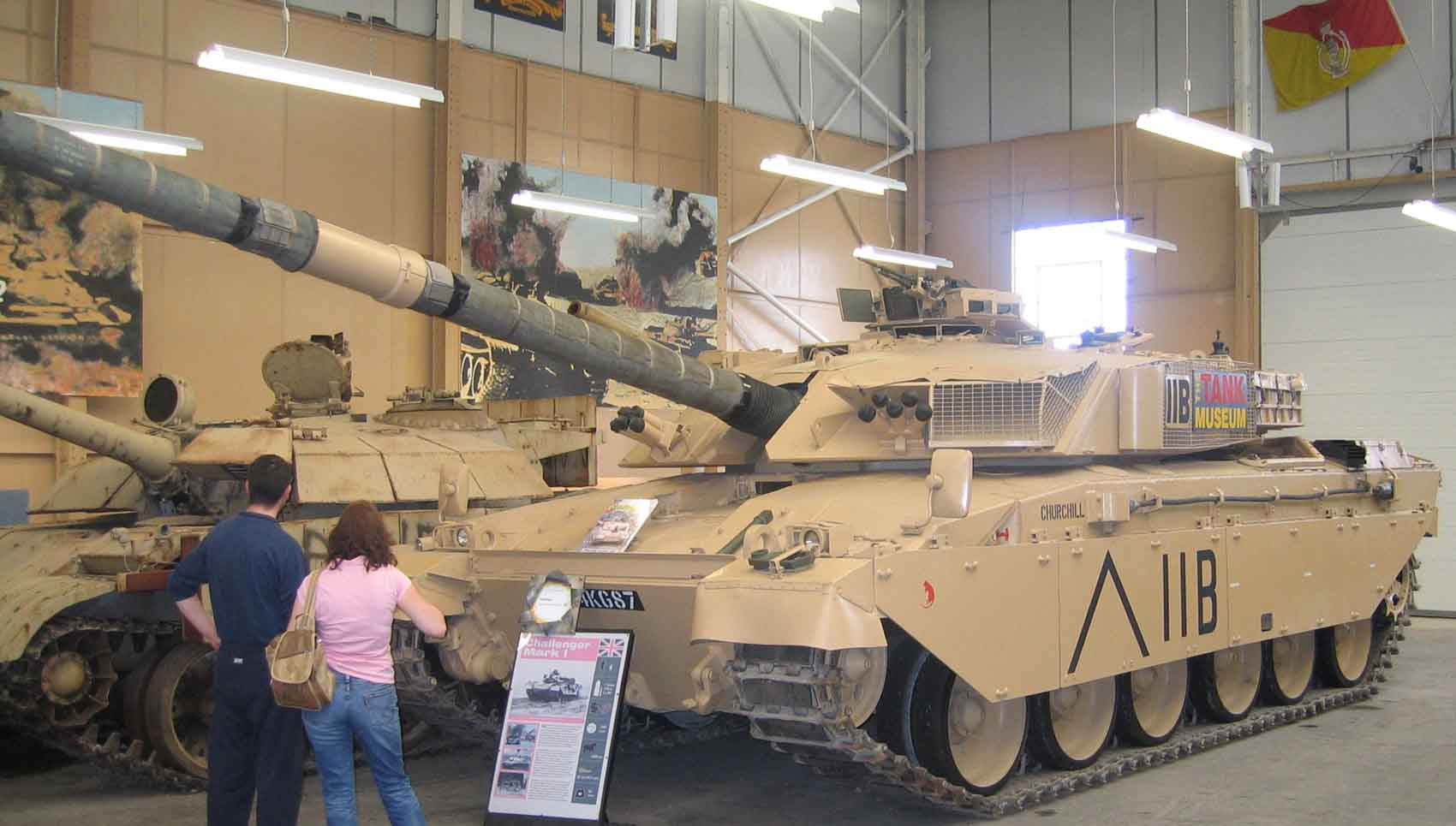
Challenger I

Der Chieftain bildete ab 1968 das Rückgrat der britischen Panzerstreitkräfte. Etwa 200 Fahrzeuge sollten in den Iran exportiert werden. Das entsprechend den iranischen Anforderungen modifizierte Fahrzeug, der Shir 1, erreichte allerdings nicht die Serienproduktion, als die Revolution im Iran ausbrach und der Schah gestürzt wurde. Die bisher produzierten Chassis blieben liegen, bis man Jordanien als neuen Kunden gewinnen konnte. Die Jordanier wollten allerdings noch zusätzliche Modifikationen. Aus diesem als „Khalid“ ausgeliefertem Fahrzeug entstand der Challenger. Bereits 1983 waren 50 Prozent der britischen Rheinarmee mit Challengern ausgerüstet. Beide Panzer verwenden die 120-mm-Zugrohrkanone L/11. Nachteilig ist, dass die Kanonen für getrennt zu ladende Munition ausgelegt sind.

### Deutschland

#### Leopard 1

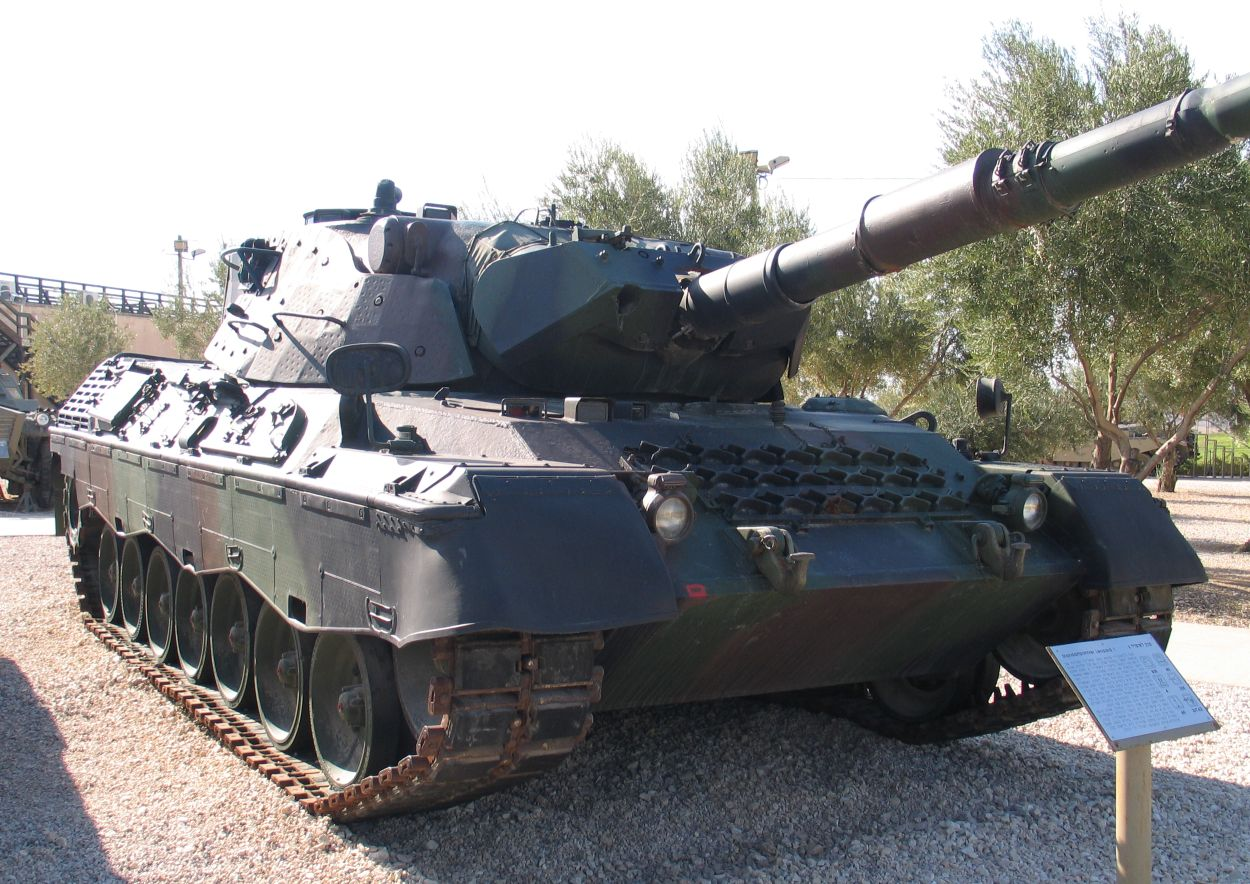
Deutscher Leopard 1

Der Leopard 1 erinnert in seinem Aufbau stark an den Panther des Zweiten Weltkrieges. Seine Entwicklung begann schon im Jahr 1957 mit einem Militärabkommen zwischen Frankreich und Deutschland für einen gemeinsamen Standardpanzer. Die Turmkonstruktion war abgeschrägt und bot so trotz fehlender Dicke einen hohen Panzerschutz. Der Leopard 1 und 1A1 hatten noch keine Waffenstabilisierungsanlage und waren daher zum Schießhalt gezwungen. Wie in allen Staaten üblich, war auch der Leopard 1 diversen Kampfwertsteigerungen unterworfen. Das letzte Modell der Leopard-1-Reihe war der Leopard 1A5. Hauptaugenmerk wurde vor allem auf die Verbesserung der Feuerleitung und Feinderkennung gelegt. Die Fahrzeugfamilie des Leopard 1 ist sehr groß. Neben dem Flugabwehrkanonenpanzer Gepard wurden auch Pionierpanzer, Brückenlegepanzer und Bergepanzer auf Basis des Leopard 1 entwickelt und gebaut. Neben dem englischen Centurion und dem US-amerikanischen M48 gilt der Leopard 1 als der Kampfpanzer der NATO mit den größten Exportzahlen.

#### Projekt Kampfpanzer 70

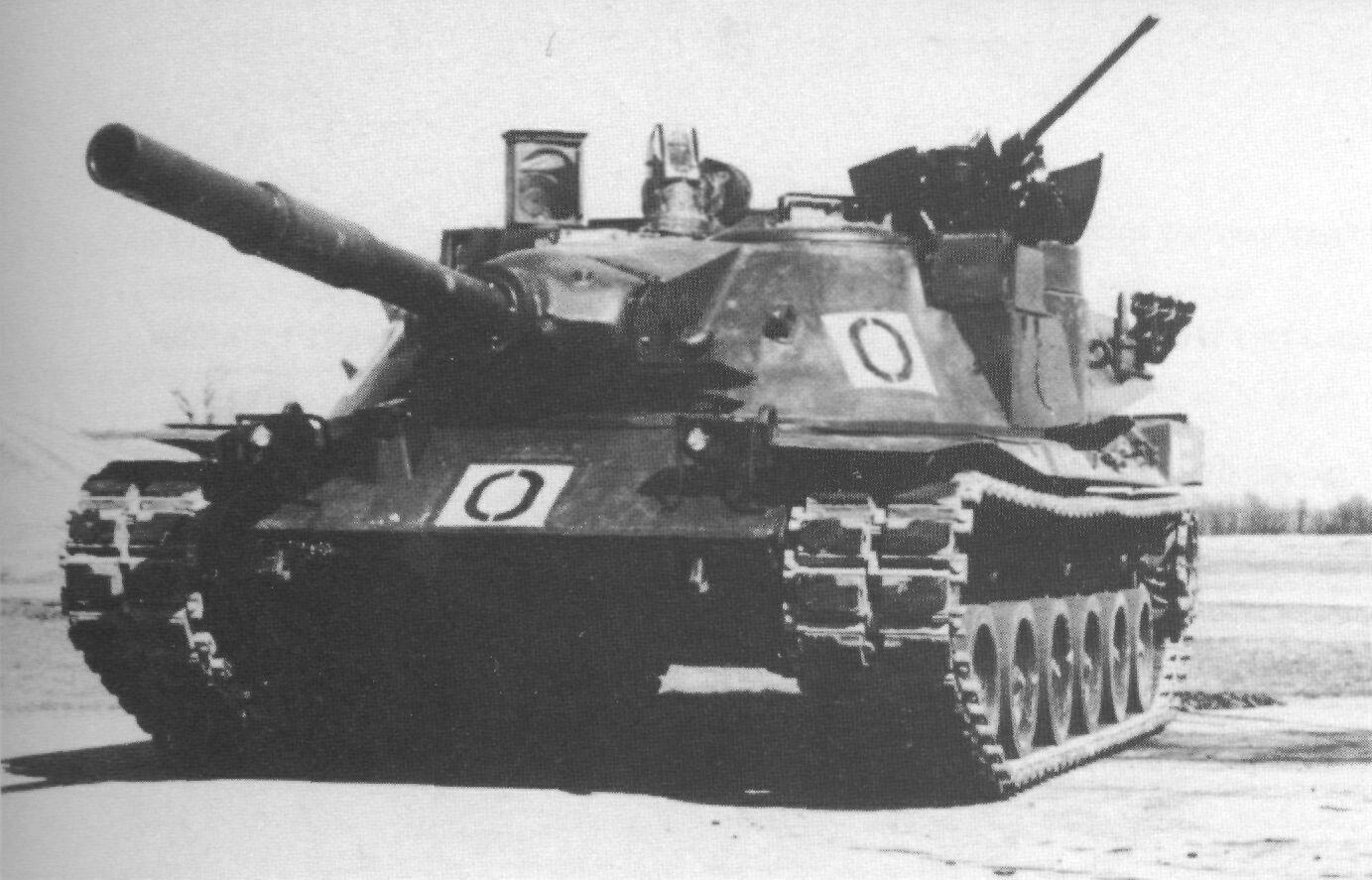
Kampfpanzer 70

Das Projekt Kampfpanzer 70 war in den 1970er Jahren ein Gemeinschaftsprojekt der Vereinigten Staaten und der Bundesrepublik Deutschland. Das daraus entstehende Fahrzeug sollte wegweisend für die Zukunft der Kampffahrzeuge der NATO sein. Das zeitgleich zur Leopard-1-Fertigung laufende Projekt erwies sich indes als wenig erfolgreich. Neben Querelen zwischen US-amerikanischen und deutschen Entwicklern waren auch der enorme Kostenaufwand und die komplizierte Technik ein Problem, was dazu führte, dass das Projekt eingestellt wurde. Dennoch führten die Ergebnisse dieses Projekts zu zwei Panzern, die heute zu den besten der Welt zählen: dem Leopard 2 und dem M1 Abrams.

#### Projekt MaK VT-1
Da die größte angenommene Bedrohung ein massiver sowjetischer Panzervorstoß war, wurde das Projekt Versuchsträger 1 ins Leben gerufen. Ziel sollte ein hochmotorisierter Panzer mit niedriger Silhouette, zwei nur in der Höhe richtbaren parallelen 105-mm-Kanonen sowie Ladeautomaten sein, der die nötige Überlegenheit im Gefecht Panzer gegen Panzer bringen sollte.

#### Leopard 2
Nach dem Scheitern des Projektes Kampfpanzer 70 mussten sowohl die US-Amerikaner als auch die Deutschen einen neuen Weg suchen, ihre Panzerwaffe zu modernisieren. In den USA entschied man sich, den M1 Abrams zu bauen. In Deutschland dagegen wurde ein Fahrzeug aus der Produktion von Krauss-Maffei und Rheinmetall verwendet.

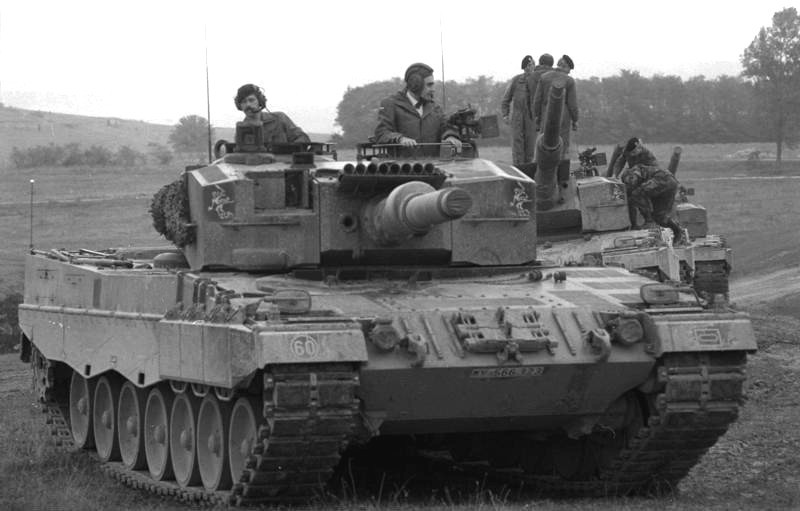
Leopard 2A4 der Bundeswehr bei einem Manöver im Jahr 1986

So wurde in den 1970er Jahren ein Nachfolger für den Leopard 1 konstruiert. Der Leopard 2 lehnte sich nicht mehr am Panther an, sondern man kehrte wieder zur geraden Bauweise der Panzerplatten zurück. Dank der neuen Mehrschicht-Panzerung, die im Panzerbau Einzug gehalten hatte, sank der Panzerschutz aber nicht, sondern wurde noch gesteigert. Auch der Kampfwert des Leopard 2 wurde im Verlauf seiner Existenz immer wieder fortentwickelt.
Seine letzte Version ist zurzeit der 2A6M mit verstärkter Frontpanzerung, verlängerter Kanone und verbessertem Minenschutz. Der Leopard 2 wurde in unterschiedlichen Versionen (ab A4) in viele NATO-Staaten exportiert. Auch musste ein dem Gewicht des Leopard 2 entsprechender Bergepanzer (Bergepanzer Büffel) entwickelt werden, da der bisherige Bergepanzer 2 damit überfordert war. Der Leopard 2 verfügt über einen Vielstoffmotor, der hauptsächlich mit Diesel betrieben wird. Im Notfall kann aber auch ein Großteil anderer vorhandener Treibstoffe verwendet werden. Die 120-mm-Kanone wurde von Rheinmetall entwickelt und weiterentwickelt und stellt heute die leistungsfähigste Glattrohrkanone der westlichen Welt dar. Sie findet heute in vielen Fahrzeugen wie etwa dem M1A1 Abrams Verwendung und bildete auch die Basis für die Kanone des israelischen Merkava.

### Frankreich

#### AMX-13

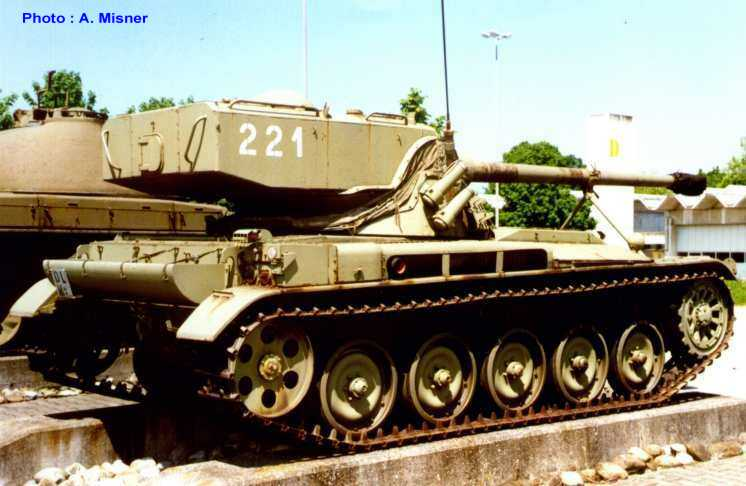
Französischer AMX-13

Nach dem Zweiten Weltkrieg konstruierten die Franzosen eine große Familie leichter Panzer. Zunächst baute die französische Panzertruppe auf überlassenem Kriegsgerät der USA und zwei Bataillonen unversehrt erbeuteter Panther-Panzer der deutschen Wehrmacht auf. Neben den später importierten M48 aus den USA und M24 Chaffee bildete der AMX-13 das Rückgrat der französischen Panzerstreitkräfte. Die übliche Gliederung in einem Bataillon sah fünf Kompanien vor, in denen die ersten vier Kompanien mit der Grundversion des AMX-13 ausgerüstet waren. Die fünfte Kompanie erhielt einen modifizierten AMX-13, der in der Lage war, Lenkflugkörper zu starten und als Jagdpanzer klassifiziert wurde. Als der M48 ausgemustert wurde, stand der AMX-30 noch nicht zur Verfügung. Also musste der AMX-13 weiter modifiziert werden. Statt der bisher verwendeten 75-mm-Kanone wurde eine 90-mm-Kanone eingebaut. Dazu musste der Turm geändert werden. Als der M24 Chaffee ausgemustert wurde, montierte man den Turm des Chaffee auf das Fahrgestell des AMX-13. Diese Fahrzeuge wurden vorwiegend in Algerien eingesetzt. Noch heute finden Fahrzeuge auf Basis des AMX-13 Verwendung. Dazu zählen Mörserträger, Pionierpanzer, Brückenlegepanzer und Führungspanzer. Obwohl eigentlich ein klassischer Leichtpanzer, hat sich der AMX-13 bei vielen Armeen, nicht zuletzt wegen seines vergleichsweise günstigen Preises, in verschiedenen Konflikten bewährt. Sein Nachfolger wurde der AMX-30.

#### AMX-30

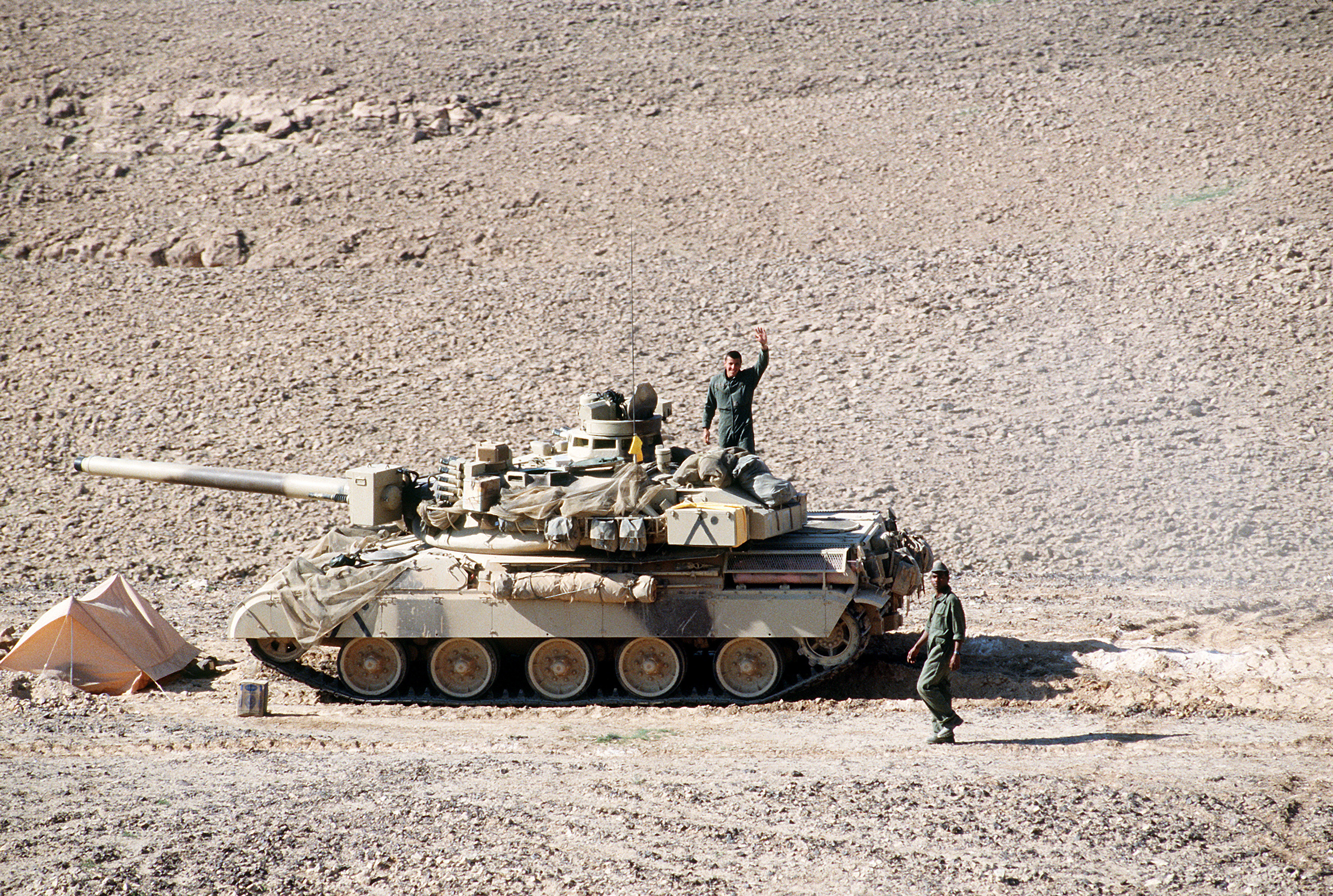
Desert Storm: französischer AMX-30 im Einsatz

Der AMX-30 war der erste Kampfpanzer der französischen Streitkräfte und wurde parallel zum Leopard 1 entwickelt, der über einen sogenannten Vielstoffmotor verfügte. Er konnte sowohl Diesel oder Benzin, aber auch leichtes Öl oder Paraffin tanken. Ansonsten war der AMX-30 eine sehr konventionelle Konstruktion. Der Panzer verfügte über eine 105-mm-Kanone und eine starke Mehrschichtpanzerung. Um die Panzerung zu verbessern, wurden die Panzerplatten geneigt. Unüblich war der hohe Beobachtungsaufbau des Kommandanten für die Rundumsicht. Feuerleitung und Feuerkontrolle erfolgen über Computer, die Entfernungsmessung durch ein Lasersystem. Mit 600 Kilometern verfügt der Panzer über eine respektable Reichweite. Mit Panzern der neuesten Generation kann er sich allerdings nicht mehr messen. Auch die Kampfwertsteigerungen auf die Version AMX-30 B2 brachten keine herausragenden Ergebnisse. Der AMX-30 wird momentan durch den modernen Kampfpanzer Leclerc ersetzt. Dennoch werden Fahrzeuge basierend auf dem Chassis des AMX-30 wie die Panzerhaubitze AMX-30 AuF1 oder der Pionierpanzer AMX-30 EBG weiterhin bei den französischen Streitkräften eingesetzt.

### Israel
Israel hatte bei seiner Gründung direkt schwere Kriege mit seinen Nachbarn auszutragen. Dabei bot das Terrain alle Möglichkeiten zur Entwicklung wirkungsvoller Panzertaktiken. Zuerst bediente sich Israel vor allem englischer und US-amerikanischer Kampfpanzer. Die Israelis entwickelten aber schnell eigene Ideen, so zum Beispiel die Verwendung des Centurion-Kampfpanzerturms mit der 105-mm-Kanone L7 auf dem Fahrgestell des Kampfpanzers M 48, was eine nicht unerhebliche (und unorthodoxe) Kampfwertsteigerung bedeutete. Da dies aber auch nur eine Übergangslösung war, führten die weiteren Überlegungen zu einem so unkonventionellen Fahrzeug wie dem Merkava.

#### Merkava

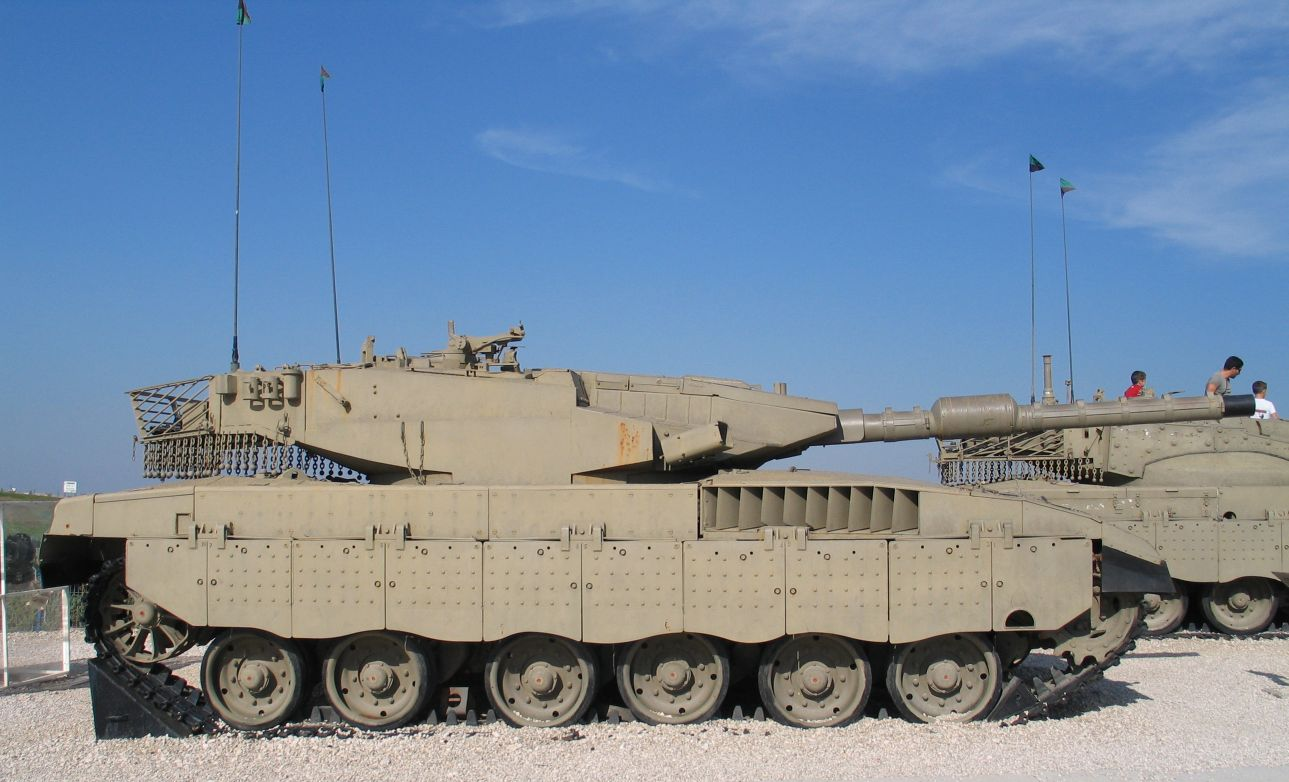
Israelischer Merkava Mk III

Israel kann ohne Zweifel als Land mit der meisten Erfahrung im Panzerkampf der Neuzeit bezeichnet werden. Kein anderer Staat hatte nach dem Ende des Zweiten Weltkrieges so viele Kriege mit reinen Panzerschlachten zu führen wie Israel.
Während in der Anfangszeit der britische Centurion-Panzer die Hauptwaffe der israelischen Armee darstellte, wurde ab der Produktion des Merkava ein völlig neuer Weg beschritten. Anders als Kampfpanzer aus der Produktion der UdSSR oder der USA wurde der Merkava im Hinblick auf das mögliche Kampfterrain entworfen. Das führende Element war der gute Panzerschutz. So wurde der Motor frontseitig eingebaut, um zusätzliche Panzerung zu schaffen. Die komplette Besatzung wurde dafür nach hinten gesetzt. Verwendet wird als Bewaffnung eine 120-mm-Kanone, die auf der inzwischen weitverbreiteten Rh 120 basiert. Die Ketten wurden für den Betrieb im Wüstensand verbreitert. Die Kampfzuladung beträgt beachtliche 92 Schuss für die Hauptwaffe. In einem gepanzerten Abteil können Verwundete transportiert werden oder aber – ungewöhnlich für einen Kampfpanzer – eine Mannschaft mit einem 60-mm-Mörser. Damit ist der Merkava der einzige Panzer, der seine eigene Artillerie mit sich führen kann.

### China

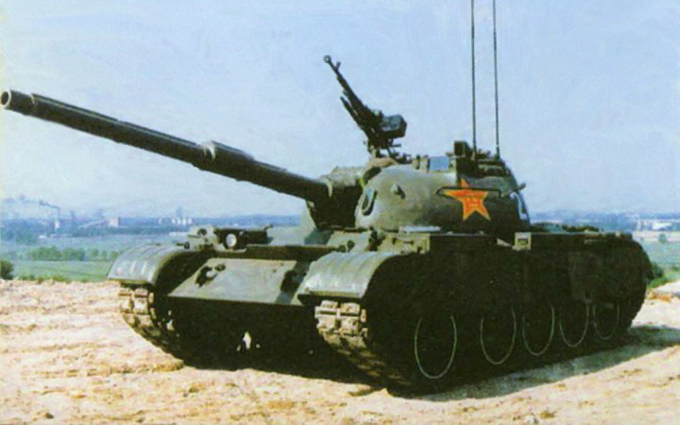
Chinesischer Typ 59

Chinesische Panzer werden üblicherweise von Norinco gebaut. Bis zum Bruch der Beziehungen zwischen China und der UdSSR verwendete die chinesische Armee sowjetische Modelle wie den T-54. Der gesamte chinesische Panzerbau orientierte sich schließlich an den sowjetischen Kampfwagen. Bis heute zum Typ 90 hat man nicht vom Schildkrötenturm der sowjetischen und später russischen Panzer abgelassen. Trotz allem stellen chinesische Panzer schon allein wegen der schieren Masse einen ernstzunehmenden Gefechtsfaktor dar. Bis zum T-90 agieren chinesische Kampfpanzer auf dem Level des T-54 oder T-72. Sie sind moderneren Kampfpanzern an Panzerung, Feuerkraft und Beweglichkeit unterlegen. Der Typ 90 und auch sein baldiger Nachfolger sind die ersten vollständig eigenen Konstruktionen und suchen den Anschluss an den Bau der modernen Kampfpanzer.
Beim Bau anderer Panzertypen für das Gefecht der verbundenen Waffen versuchten die chinesischen Entwickler stets, auf bereits vorhandenes Material zurückzugreifen. So waren die ersten Flugabwehrpanzer Typ 63 auf dem Fahrgestell des T-34 aufgebaut.

### Schweden

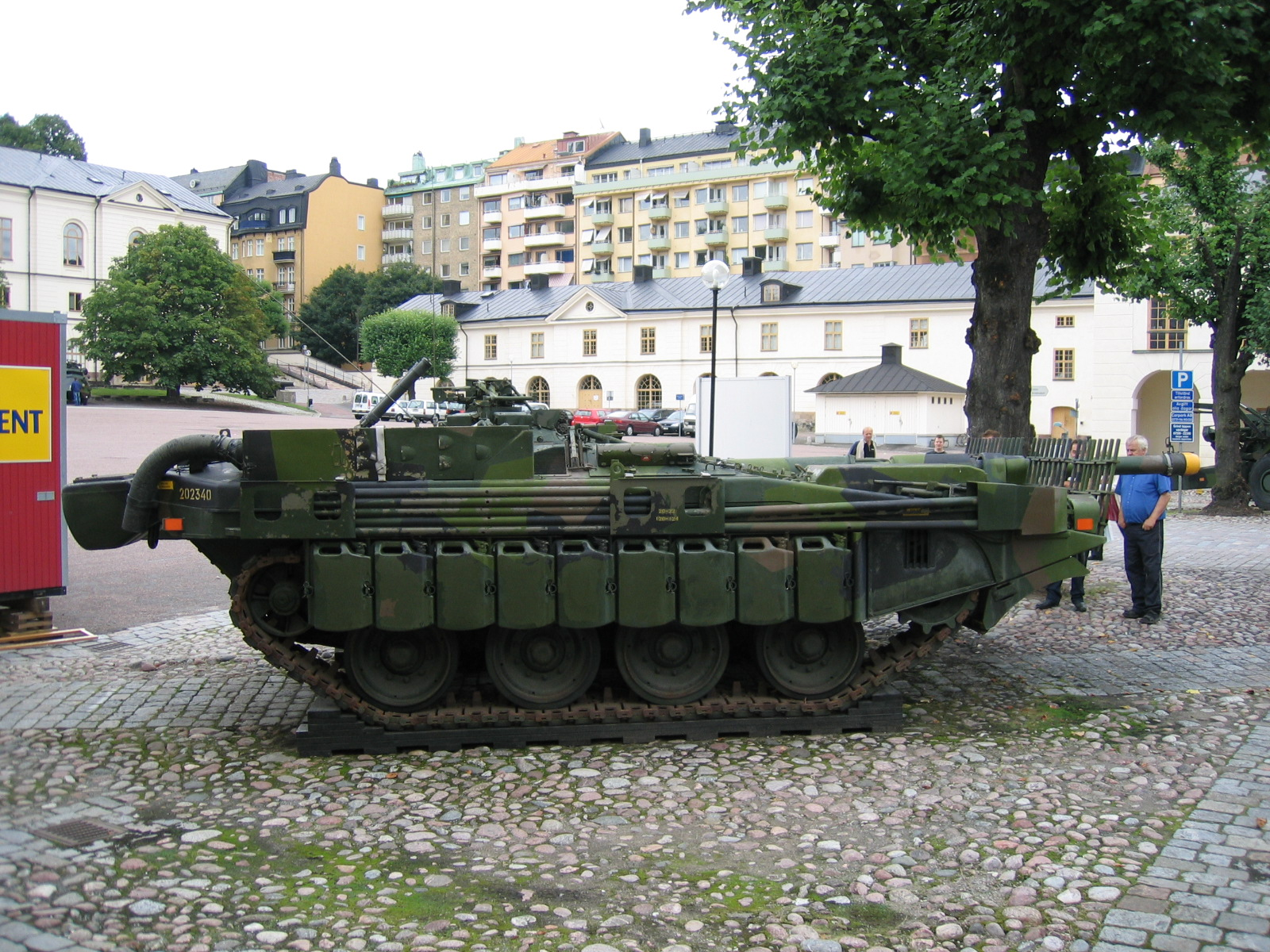
Schwedischer Stridsvagn 103

Schweden beschritt einen eigenen Weg. Beeindruckt vom Projekt MBT 70 wurde der Stridsvagn 103 entwickelt. Dieser war nach dem Vorbild der Jagdpanzer turmlos gebaut. Zum Seitenrichten musste das ganze Fahrzeug bewegt werden. Das Höhenrichten war ebenfalls völlig unkonventionell. Da eine Blende fehlte, wurde das Fahrzeug zum Höhenrichten hydraulisch angehoben oder abgesenkt. Allerdings bewährte sich das einmalige Konzept wegen verschiedener technischer Probleme in der Praxis nicht. Der Strv 103 wurde durch den Leopard 2 in der schwedischen Ausführung ersetzt.

### Andere Staaten
Selbstverständlich wurden viele Panzer aus den führenden Staaten des Panzerbaus exportiert, aber auch kleinere Staaten entwickelten eigene Kampfwagen. Ansonsten werden die meisten exportierten Fahrzeuge entsprechend den Anforderungen der Nutzerstaaten modifiziert. Als Beispiel mögen hier die spanische und die schwedische Variante des Leopard 2 dienen.
Der M48 stand Pate bei der Entwicklung des schweizerischen Panzers 68. Das Fahrgestell des deutschen Marder wurde für die ersten Versionen des argentinischen TAM verwendet; später das Fahrgestell des Leopard 1. Der Leopard 1 stand ebenfalls Pate für den italienischen OF-40, einen nur für den Export bestimmten Panzer. Der israelische Scho’t basiert auf dem britischen Centurion; er hat eine völlig veränderte Feuerleitanlage, eine andere Laserentfernungsmessungseinheit und andere Panzerung. Der sowjetische T-72 war das Grundmodell für japanische und südkoreanische Modelle, die vom Design mit Schildkrötenturm überzeugt waren, jedoch westliche Technik für ihre Panzer nutzten.
Allen diesen Panzern ist gemein, dass sie in vielen Komponenten ihren Gegenstücken gleichen, aber durch so viele Merkmale verändert wurden, dass sie eigenständige Fahrzeuge sind. Sie wurden – mit Ausnahme des OF-40 – alle für eine Nutzung durch den Entwickler und für dessen Bedürfnisse konzipiert und waren so in ihrem Grundaufbau angepasst. Die Stückzahlen der Produktion erreichten bei allen diesen Modellen nie vergleichbare Werte, wie bei den oben beschriebenen Modellen.
Die Staaten des Warschauer Paktes waren im Großen und Ganzen von der sowjetischen Panzerproduktion abhängig; gleichwohl beschritten einige Staaten eigene Wege. Zum Beispiel wurden in Rumänien und der Tschechoslowakei T-72 modifiziert und den eigenen Anforderungen angepasst.

## Schützenpanzer

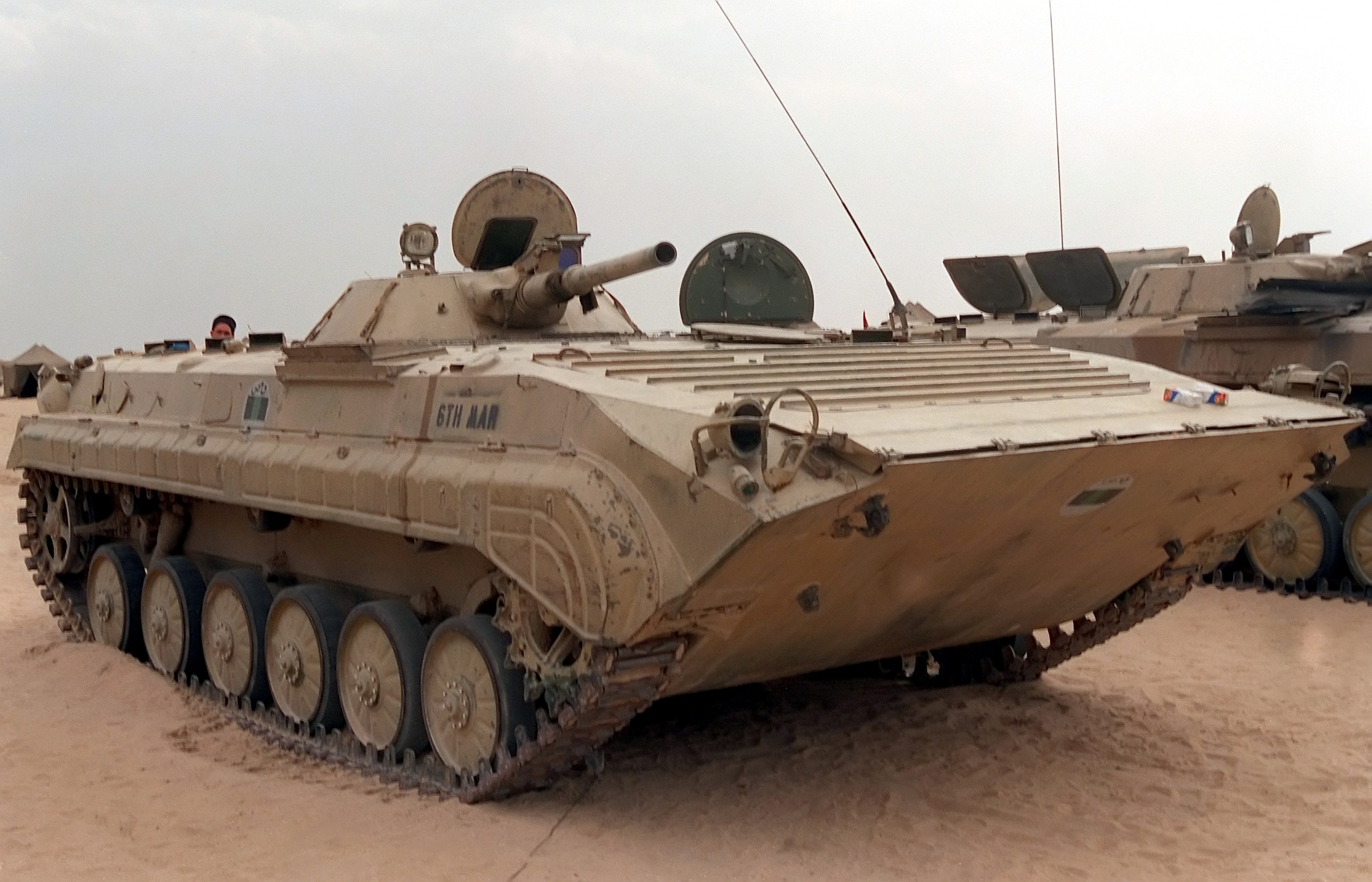
Sowjetischer Schützenpanzer BMP-1

Bereits im Zweiten Weltkrieg konnten die Soldaten der deutschen Wehrmacht mit dem Konzept der mechanisierten Infanterie überzeugen. Nach dem Krieg mussten vor allem die Sowjetunion und ihre Verbündeten dieses fehlende Glied erkennen. Die Sowjetunion nutzte zum Transport ihrer Infanteristen bestenfalls Lkws, die allerdings Panzerfahrzeugen nur bedingt ins Gelände folgen konnten. Die deutschen Soldaten hingegen fuhren mit leicht gepanzerten Halbkettenfahrzeugen, wie dem Sd.Kfz. 250 und seinen Abarten ins Gefecht.
Nach dem Krieg entwickelte man in der Sowjetunion eine ganze Reihe von Schützenpanzern. Der erste echte Schützenpanzer war ohne Zweifel der BMP-1. Er verband die taktische Beweglichkeit der Kampfpanzer und deren Panzerschutz mit der Möglichkeit, eine Kampfgruppe Infanteristen aufzunehmen. Er verfügte über eine 73-mm-Kanone und war in der Lage, einen Panzerabwehrlenkflugkörper abzufeuern. Die sowjetischen Konstrukteure entwickelten eine ganze Serie von Schützenpanzern wie beispielsweise den MT-LB, der auch als Artillerieschlepper genutzt werden kann. Dieser Wagen wird auch von skandinavischen Staaten eingesetzt, wo sich seine breiten Ketten und der damit verbundene geringe Bodendruck auf den weichen Böden bewähren. Sein Nachfolger BMP-2 erhielt eine neue Kanonenbewaffnung und neue Flugkörper. Der Doktrin des Warschauer Paktes entsprechend wurden auch luftverlastbare Modelle, wie der BMD entwickelt.

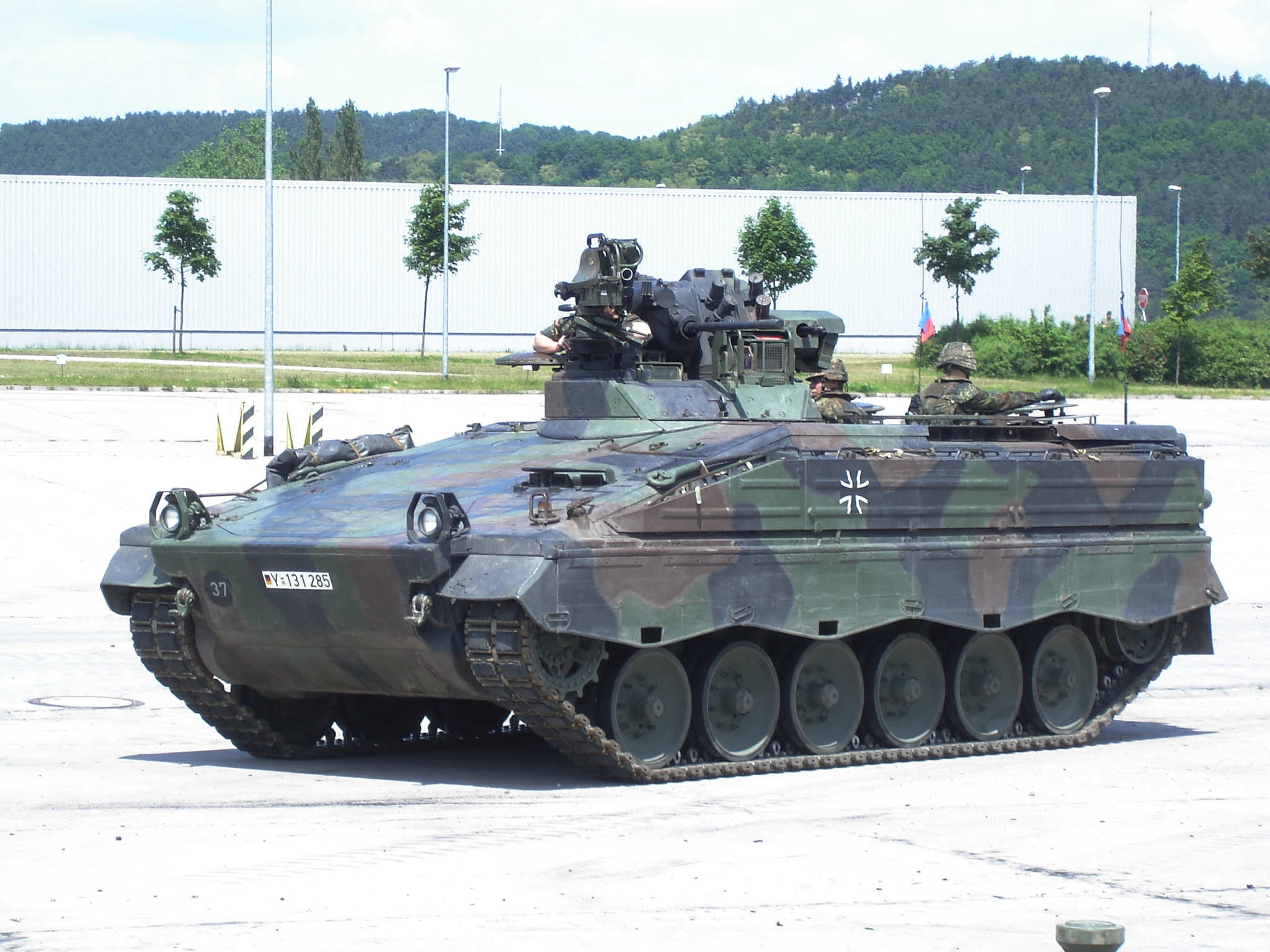
Deutscher Schützenpanzer Marder 1A3

Auf NATO-Ebene war lange Zeit der M113 Standard. Auch heute haben noch viele Armeen dieses in den 1950er Jahren entwickelte Fahrzeug in Verwendung, so auch die Bundeswehr. Die Fahrzeugfamilie dieses „Allroundtalents“ ist enorm groß. Neben einem Schützenpanzer gibt es Sanitätsfahrzeuge, Flakpanzer, Pionierpanzer und Mörserträger. Natürlich war der M113 kein Schützenpanzer im heutigen Sinne. Er wurde aber lange so genutzt.
Der erste „echte“ Schützenpanzer der NATO war der deutsche Marder 1. In einem Zweimanndrehturm waren eine 20-mm-Kanone und ein Turmmaschinengewehr im Kaliber 7,62 mm lafettiert. Nach seiner ersten Kampfwertsteigerung war er ebenfalls in der Lage, MILAN-Panzerabwehrflugkörper zu verfeuern und verfügt seit 2002 in der neuesten Variante 1A5 über eine Minenschutzausstattung. Auf US-amerikanischer Seite folgten der M2/M3 Bradley mit einer 25-mm-Hauptbewaffnung sowie der britische Warrior mit seiner 30-mm-Bordmaschinenkanone. Diese drei Fahrzeuge stellen am Anfang des 21. Jahrhunderts noch immer die Standardschützenpanzer der gepanzerten NATO-Infanterietruppen dar.
Der Schützenpanzer ist sicherlich ein wichtiges Element der Kriegführung, kann aber nicht die Aufgaben des Kampfpanzers erfüllen. Als sich gegenseitige unterstützende Elemente sind beide allerdings nicht voneinander zu trennen.

## Jagdpanzer

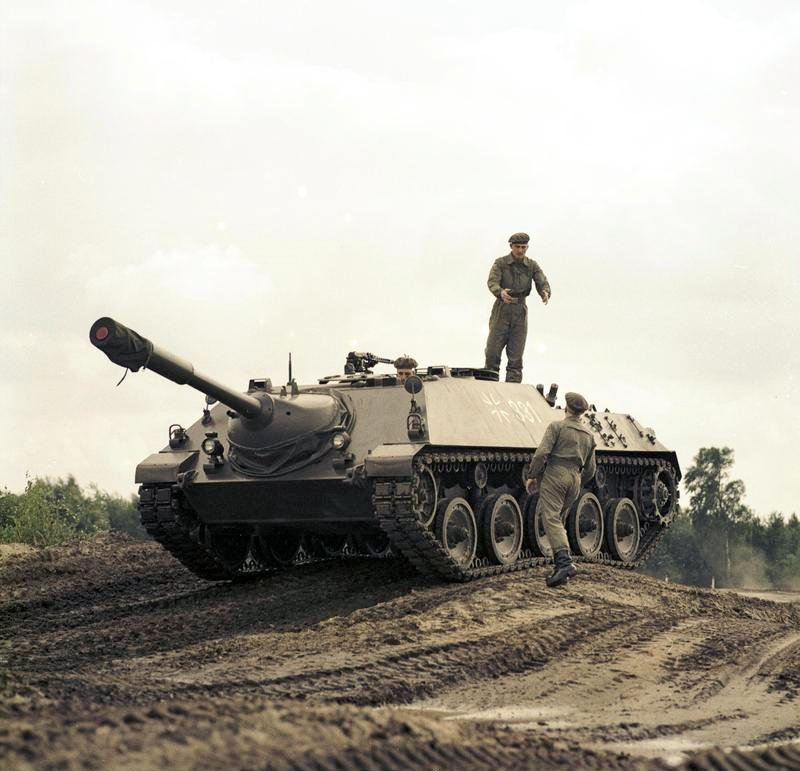
Deutscher Jagdpanzer „Kanone“

Im Zweiten Weltkrieg hatten alle Mächte Erfahrungen mit Sturmgeschützen und Jagdpanzern gemacht, allen voran die deutsche Wehrmacht. Mit elementaren Modellen wie dem Jagdpanzer V Jagdpanther oder dem Jagdpanzer 38 wurden effektive Jagdpanzer geschaffen. Nach dem Zweiten Weltkrieg galt dieses Konzept weitgehend als überholt. Dennoch setzte die deutsche Bundeswehr auf das Konzept und entwickelte einen neuen Jagdpanzer. Es wurden die Ausführungen „Jagdpanzer Kanone“ und „Jagdpanzer Rakete“ gefertigt. Der Jagdpanzer 4–5 (so die offizielle Bezeichnung) war ein turmloser Panzer mit frontlafettierter Kanone mit beschränktem Seitenrichtbereich. (Die Kanonen stammten übrigens von den ausgemusterten M47-Kampfpanzern.) Der erste Raketenjagdpanzer basierte noch auf dem Fahrgestell des Schützenpanzers HS 30 (Raketenjagdpanzer 1), bis er dann ebenfalls das Fahrgestell des Kanonenjagdpanzers erhielt. Mit der Weiterentwicklung der Panzerabwehr stellte die Bundeswehr die Kanonenjagdpanzer bei der aktiven Truppe außer Dienst und rüstete 176 dieser Fahrzeuge zum Raketenjagdpanzer mit dem System TOW um. Auch in anderen Armeen wurden mit verschiedenen Konfigurationen erprobt. Eine besonders skurrile Variante ist beispielsweise der US-amerikanische M50 Ontos, der sich aber als Jagdpanzer nicht bewährte und allenfalls zur Infanterieunterstützung verwendet werden konnte.

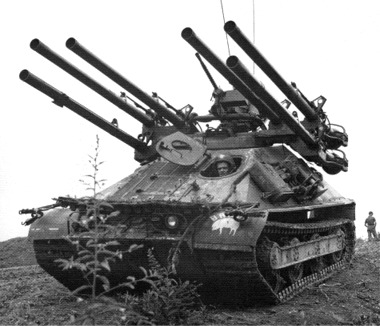
Ein US-amerikanischer M50 Ontos

Seit den 1970er Jahren wird das Konzept des klassischen Jagdpanzers kaum noch verfolgt. In den meisten Armeen ist der Typ ausgemustert. Ersetzt wurde er durch leichtere, mit Panzerabwehrraketen bewaffnete Panzerjäger-Fahrzeuge und Schützenpanzer. Auch Kampfhubschrauber haben diese Rolle übernommen. Eine Ausnahme bildet der noch aktive österreichische Kürassier. Das Fahrzeug ist deshalb so auffällig, weil es eine eigentümliche Turmkonstruktion aufweist. Es handelt sich hierbei um den Wiegeturm des französischen Jagdpanzers AMX 13. Die Kanone ist turmlafettiert mit Magazintrommel, die allerdings von außen nachgeladen werden muss. Die Hülse der verschossenen Patrone wird nach außen ausgeworfen. Taktisch ist das ein Nachteil, wenn das Nachladen des Magazins nur unter Beschuss möglich ist.

## Leichte Panzer

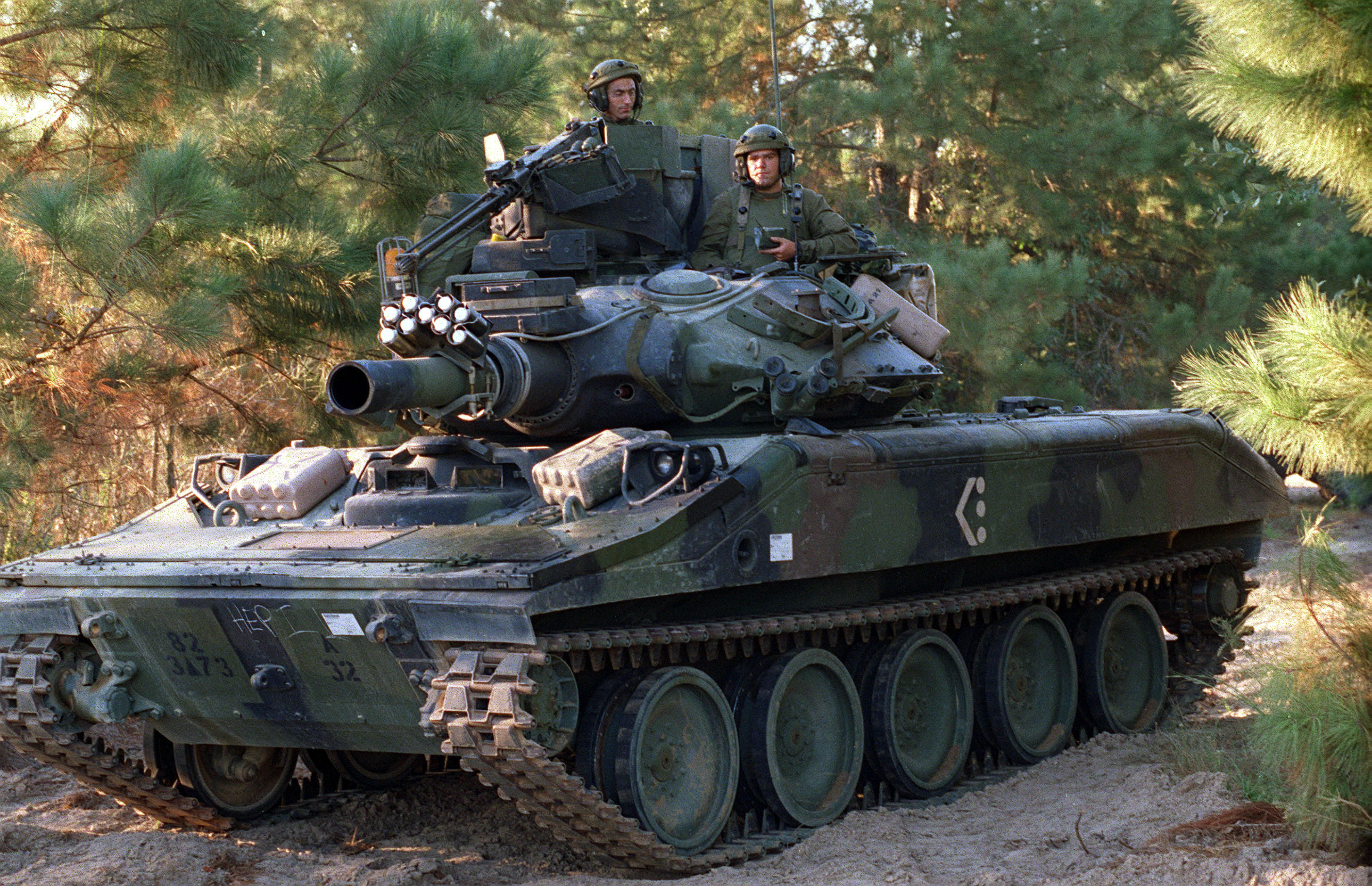
M551 Sheridan

Obwohl eine feste Einteilung in leichte, mittlere und schwere Panzer seit den Fehlplanungen des britischen Conqueror und des US-amerikanischen M103 nicht mehr zeitgemäß erschien, benötigte man geeignete Modelle für den Einsatz in leichten Verbänden. Sowohl in der Sowjetunion als auch in den USA waren dies meist luftbeweglichen Verbände. Einer der ersten Vertreter eines luftverlastbaren Panzers war der sowjetische ASU-57. Zwar mehr Selbstfahrlafette als echter Kampfpanzer war er doch luftverlastbar und amphibisch. Später entwickelten die sowjetischen Konstrukteure den Panzer PT-76, dessen zuverlässiges Fahrgestell und gutes Chassis als Grundlage für viele weitere Versionen diente. Die letzte Reihe luftverlastbarer sowjetischer Panzer waren die Kampfwagen der BMD-Familie. Sie erinnerten im Aufbau an den Schützenpanzer BMP und übernahmen sicher auch einige von dessen Komponenten, aber dennoch war es ein völlig eigenständiges Fahrzeug.
Bei den US-amerikanischen Luftlandedivisionen (wie der 82. Airborne Division oder 101. Airborne Division „Airmobile“) sowie beim US-amerikanischen Marine Corps sollte der M551 Sheridan genutzt werden. Das Fahrzeug wies aber derart gravierende Mängel auf, dass es heute nicht mehr verwendet wird. Um dennoch die Feuerkraft der leichten Truppen zu erhöhen, wurde das CCV-L entwickelt. Obwohl schon seit den 1980er Jahren produktionsreif, befindet sich das Fahrzeug noch in der Truppenerprobung. Für die britischen Paras wurde der Vickers FMC Mk V entwickelt, aber dann nur für den Export bestimmt, denn die britische Armee zog den „Scimitar“ als Einsatzpanzer vor und setzte sonst auf Radpanzer.
Die Bedeutung der leichten Panzer kann nur im Rahmen der leichten Division erklärt werden. Einem offenen Gefecht mit modernen Kampfpanzern ist keines der Modelle gewachsen.

## Selbstfahrartillerie

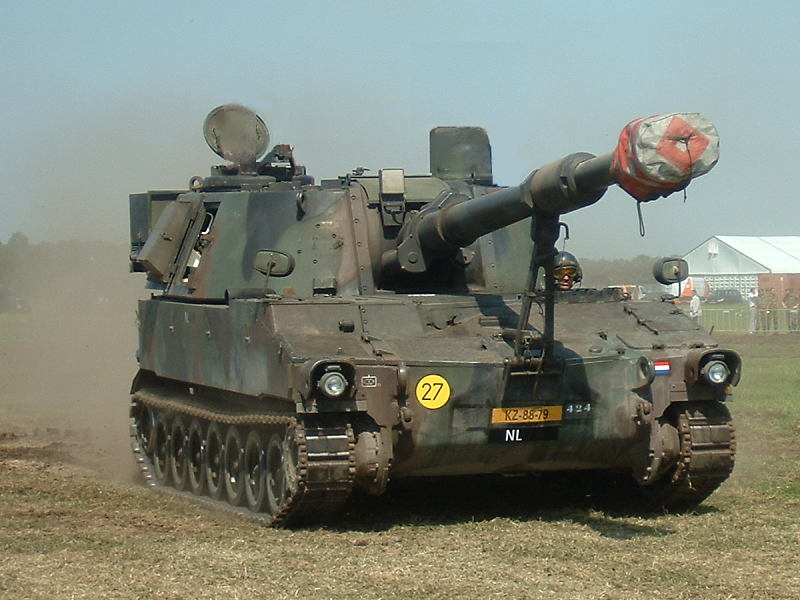
Niederländische M109-Haubitze

Zum Gefecht der verbundenen Waffen und den Anforderungen der einzelnen Mächte gehörte auch stets schnell verlegbare Artillerie. Bereits im Zweiten Weltkrieg wurden Geschütze mit mehr oder weniger großem Erfolg auf Fahrgestelle von Kampfpanzern montiert. Nach dem Zweiten Weltkrieg wurde dieses Konzept als richtig erkannt. Ein herausragender Vertreter dieser Kategorie ist sicherlich die Panzerhaubitze M109. Sie wurde von beinahe allen NATO-Truppen verwendet. Sie verfügt über einen Rundumschutz und ist leicht gepanzert. Ebenso wurde das Geschütz an viele verbündete Staaten geliefert und ist trotz neuerer Entwicklungen heute noch im Einsatz. Das verwendete Geschütz ist eine 155-mm-Haubitze. Diese Haubitzen wurden deshalb immer weiterentwickelt, um die schnellen Panzerverbände begleiten zu können und diese effektiv zu unterstützen. Es wurden allerdings auch offene Fahrzeuge verwendet, wie die M110-Haubitze.

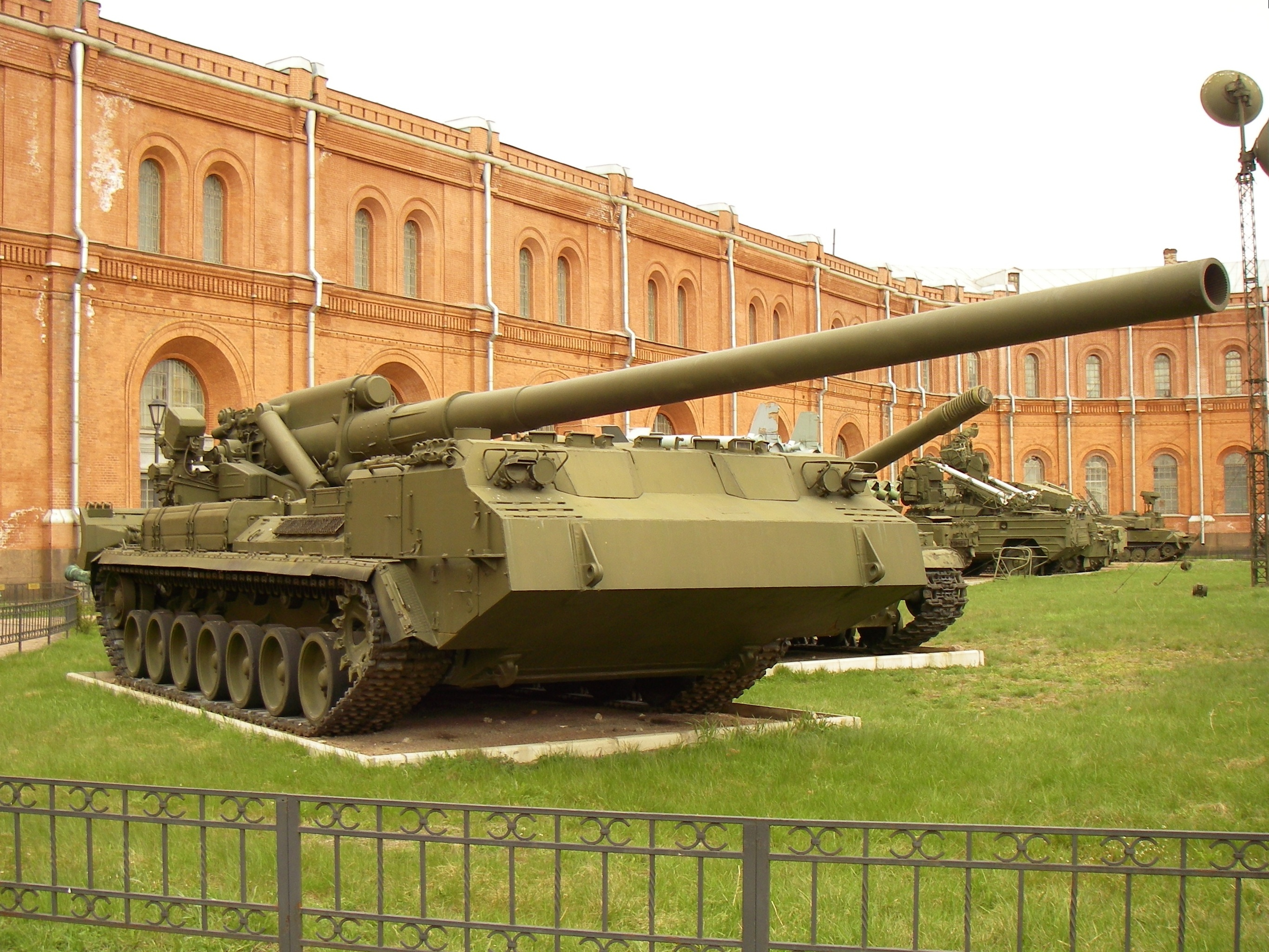
203-mm-Selbstfahrlafette 2S7 Pion

Hierbei wurden sehr große Kaliber genutzt und weittragende Geschütze eingebaut. Deshalb konnte man auf einen umfassenden Panzerschutz verzichten. Sonderkonstruktionen gab es aus der Tschechoslowakei und Südafrika, die Haubitzen, wie die südafrikanische G-6, auf Radgestelle montierten. Diese waren leichter zu warten. Gleichzeitig waren sie günstiger und für den Export besser geeignet als teure und komplizierte Kettenfahrzeuge. Kraftzugartillerie ist in vielen Staaten gänzlich aus den Arsenalen verschwunden und durch mobile Selbstfahrlafetten ersetzt worden.

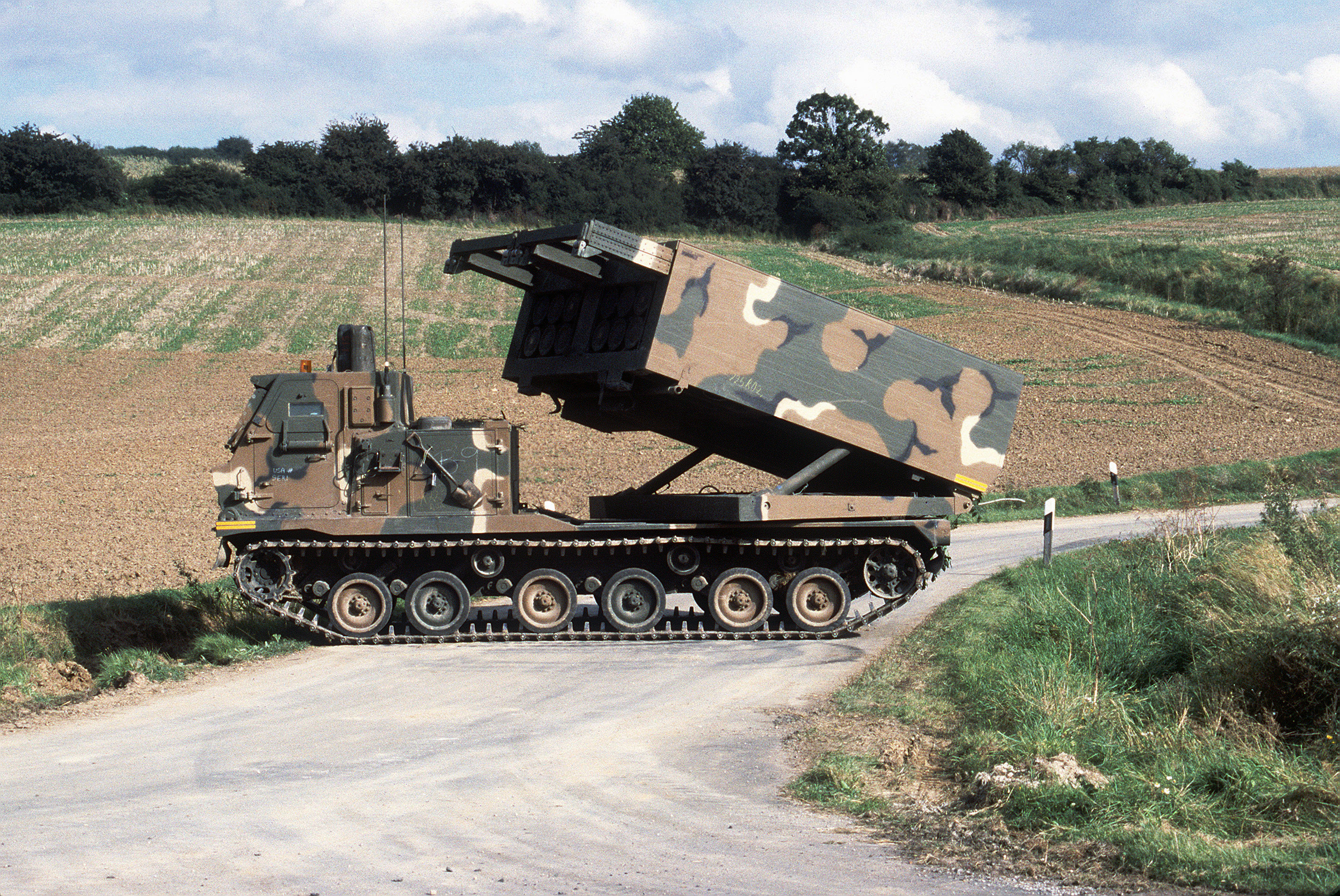
MLRS der US-Armee bei der Übung SPEARPOINT '84 beim NATO-Manöver REFORGER '84.

Die Sowjetunion und damit der Warschauer Pakt begannen erst relativ spät mit der Entwicklung selbstfahrender Artillerie, dennoch war die Artillerie des Paktes niemals zu unterschätzen. Seit dem Zweiten Weltkrieg setzten die Streitkräfte des Warschauer Paktes auf fahrende leichte Raketenartillerie. Kanonen und Haubitzen wurden entsprechend der Doktrin als Angriffsvorbereiter gewertet, Raketenartillerie als Begleiter der Kampftruppe. Erst in den 1960er Jahren entwickelten die sowjetischen Ingenieure wirkliche Selbstfahrartillerie. Ausnahme hierbei bildet die ISU-152. Sie konnte als selbstfahrende Artillerie, aber auch als Jagdpanzer eingesetzt werden. Gegenüber entsprechenden Modellen der NATO und anderer Staaten war sie aber in den 1960er Jahren vollkommen unterlegen. Die israelische Armee erbeutete etliche ISU-152 während der Nahost-Kriege. In den 1970er und 1980er Jahren wurden eine Reihe von Panzerartilleriefahrzeugen mit unterschiedlichen Aufgaben entwickelt und hergestellt, wie die Modelle 2S1, 2S3, 2S4, 2S5, 2S7 und 2S9. Viele dieser Selbstfahrlafetten wurden exportiert. Aus den späten 1980er Jahren stammt die Panzerhaubitze 2S19, die vergleichbaren westlichen Fahrzeugen sicherlich ebenbürtig ist.

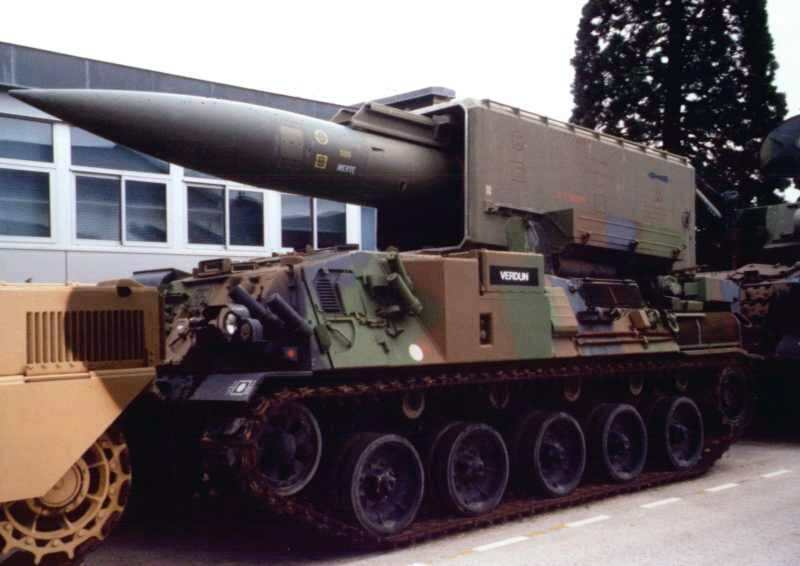
Pluton-Werfersystem auf dem Chassis des AMX-30

Als gepanzertes Konzept wurden auch Raketenwerfer auf Panzer montiert, etwa der chinesische Typ 70 oder das brasilianische ASTROS-2-System. Gleichzeitig ist auch das bekannte MLRS-System der US-Amerikaner auf der Grundlage eines Kettenfahrzeuges gebaut. Damit wurde erreicht, dass sich die Besatzungen solcher Werfer, die unter sehr hohem Risiko feuern, im Panzerschutz zurückziehen können.
Ein gesondertes Kapitel der Selbstfahrartillerie sind die Werfersysteme für Mittelstreckenraketen. Diese Systeme wurden gebaut, um entweder große Sprengladungen über mittlere Strecken genau ins Ziel zu bringen oder chemische, biologische oder nukleare Sprengmittel zu verschießen, ohne die eigene Truppe zu gefährden. Dazu wurden sie, wie das abgebildete Pluton-System auf die Chassis von Panzerwagen oder auf mehrachsige Radfahrzeuge, wie die sowjetische SS-21 Scarab gesetzt. Der Panzerschutz der Besatzung war zweitrangig. Ziel war es, die Systeme auch in unwegsamem Gelände fahrbereit halten zu können und dadurch schnelle Stellungswechsel vornehmen und aus für andere Fahrzeuge nur schwer oder unzugänglichen Positionen feuern zu können.

## Flugabwehrpanzer

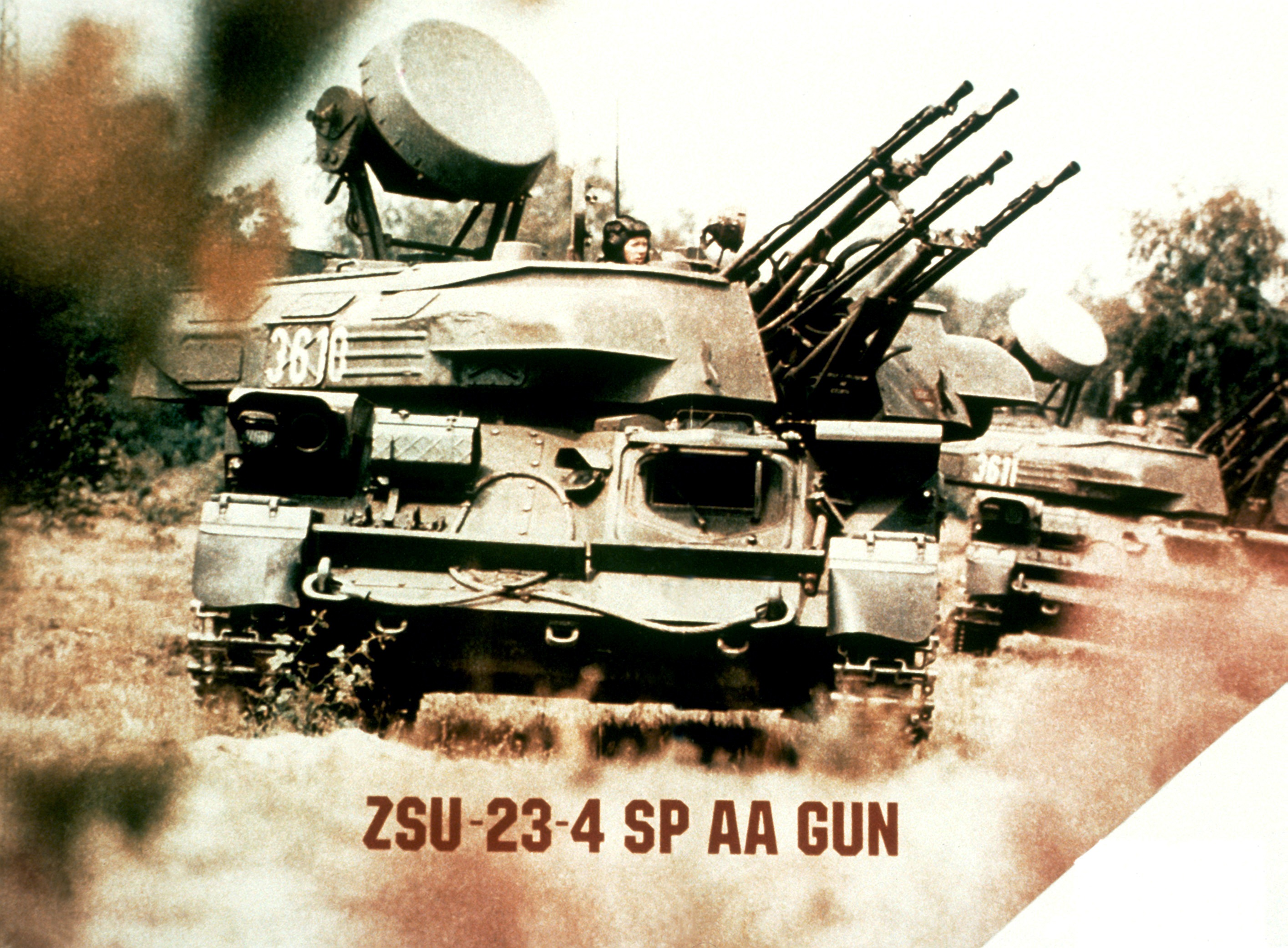
ZSU-23-4-Flugabwehrpanzer: Gut zu erkennen die Radarantenne auf dem Turm

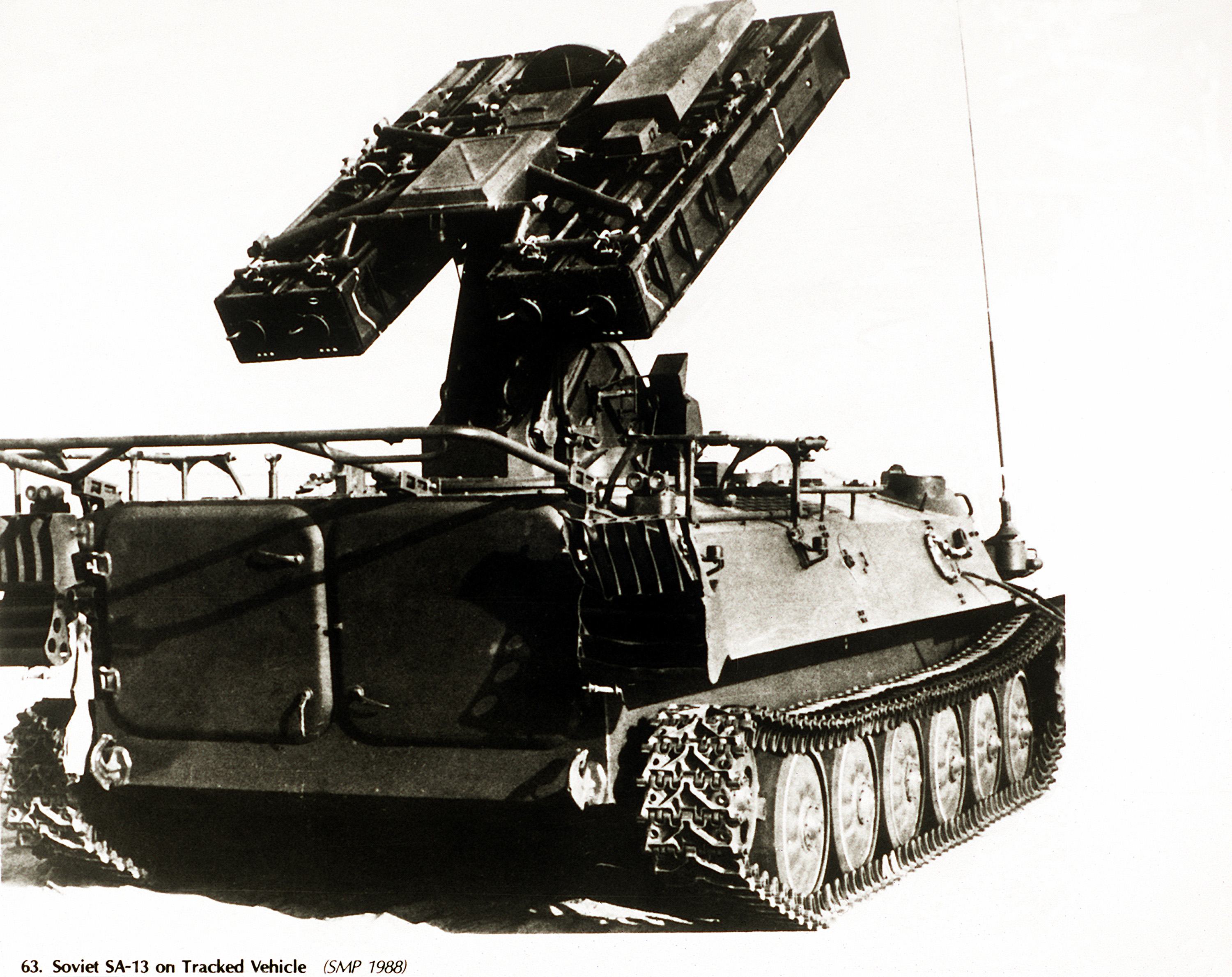
SA-13-Flugabwehrpanzer

Die ersten Flugabwehrpanzer entwickelte die deutsche Wehrmacht im Zweiten Weltkrieg. Der Flakpanzer IV war der erste echte Flugabwehrpanzer. Er wurde sehr erfolgreich eingesetzt und bewies, dass gepanzerte Fahrzeuge ebenso zur Flugabwehr eingesetzt werden konnten. Nach dem Krieg erkannten alle Armeen, dass es zwingend erforderlich war, Kampfpanzer vor Luftangriffen zu schützen, vor allem seit Hubschrauber als Panzerjäger immer mehr an Bedeutung erlangten.
Zumeist wurden schon bestehende Fahrgestelle von Kampfpanzern verwendet. Ein sehr gutes Beispiele ist der deutsche Gepard auf Basis des Leopard 1. Der sowjetische ZSU-23-4 „Schilka“ wurde auf Basis des PT-76 entwickelt. Auf US-amerikanischer Seite war der M163 Vulcan auf Basis des Schützenpanzers M113 entwickelt worden.
Der Flugabwehrpanzer zeichnet sich dadurch aus, dass er praktisch ohne fremde Radaranlage auskommt. Seine eigene Anlage und ein moderner Feuerleitrechner sind in der Lage, anfliegende Feindobjekte zu orten, den Zeitpunkt für die Eröffnung des Feuerkampfes und dessen Beendigung zu berechnen. Mit Kanonen bewaffnete Flugabwehrpanzer sollen im Nahbereich wirken. Mit Raketen bewaffnete Flugabwehrpanzer wie der deutsche Roland, der britische Tracked Rapier oder der russische 9K35 Strela-10 haben naturgemäß eine höhere Reichweite und sollen anfliegende Feinde bereits bekämpfen, bevor sie in den Wirkungsbereich ihrer eigenen Waffen gelangen.

## Unterstützungs- und Pionierpanzer

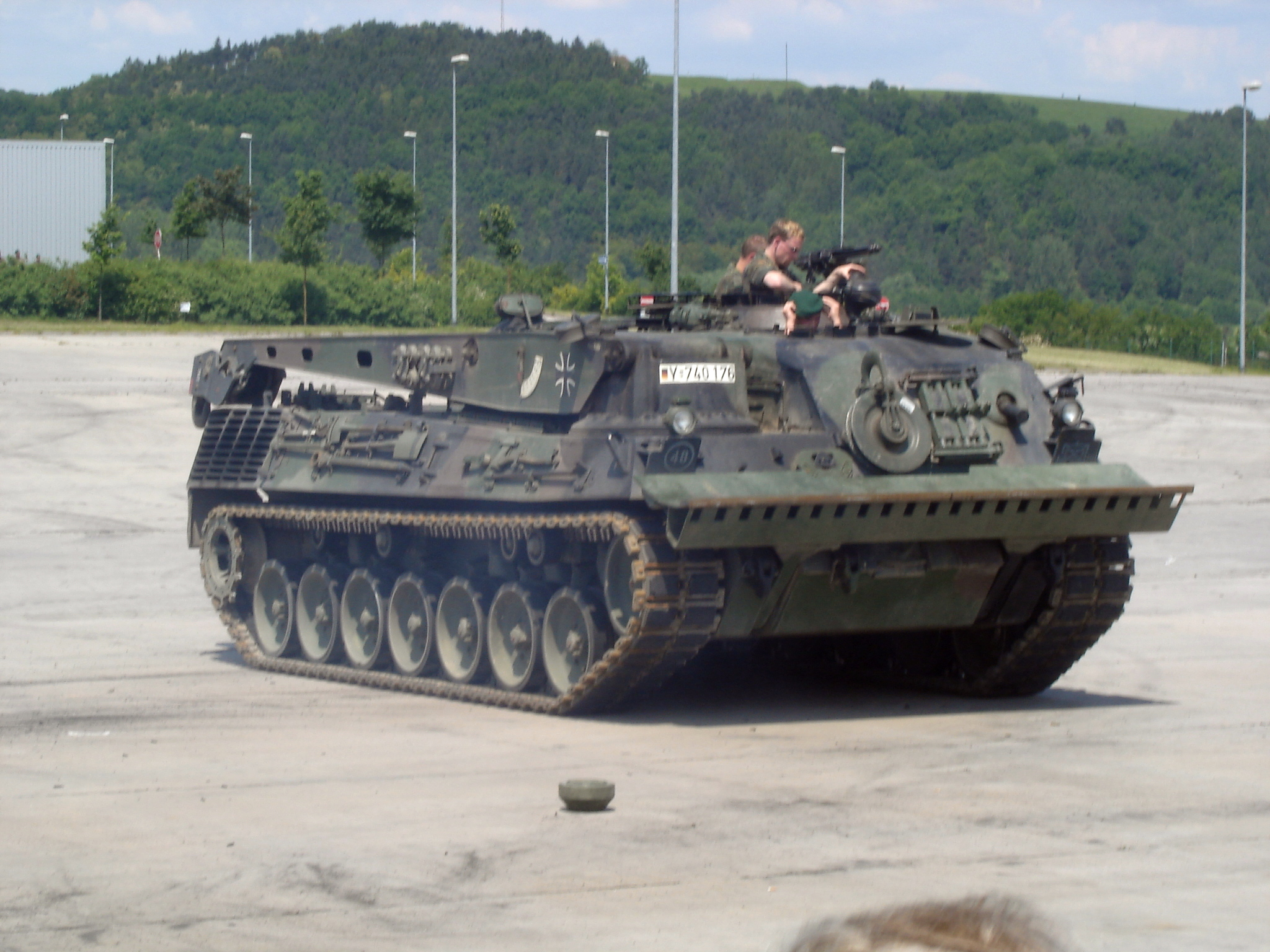
Bergepanzer 2 der deutschen Bundeswehr

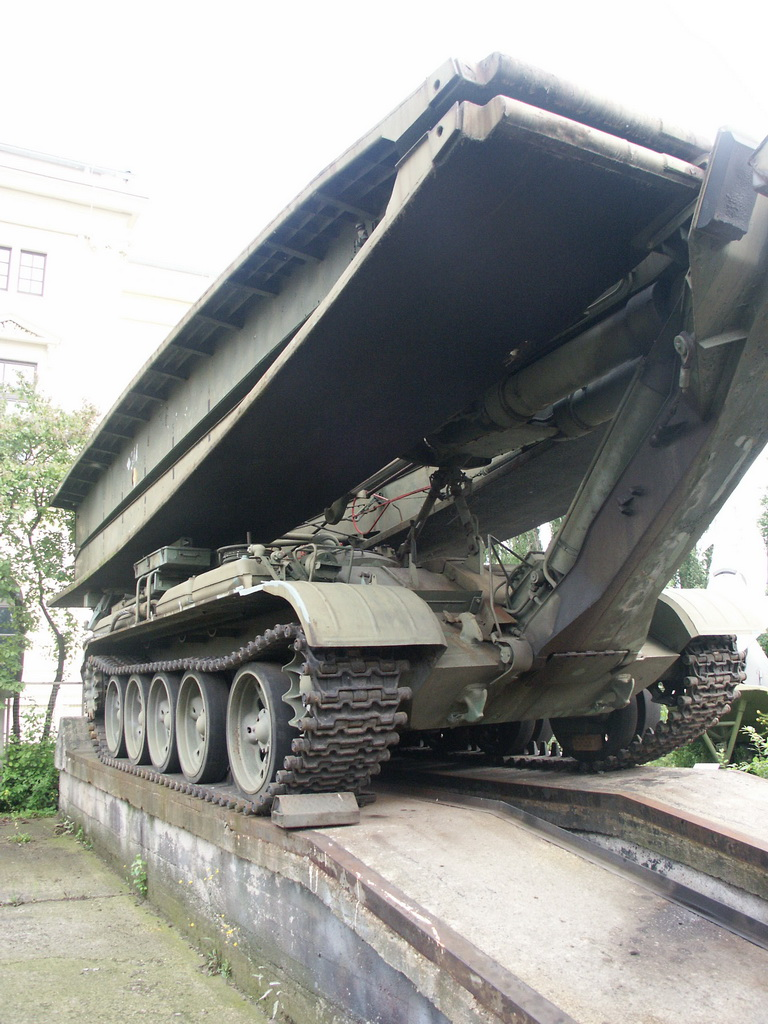
Brückenlegepanzer auf T-55-Fahrgestell

Um das Gefecht der verbundenen Waffen effektiv führen zu können, mussten auch die Unterstützungstruppen mit gepanzerten Kettenfahrzeugen ausgerüstet werden. Schnell vorstoßende Panzerverbände und andere motorisierte Truppen bedurften schneller, unkomplizierter Unterstützung. Bereits im Zweiten Weltkrieg wurden Panzerchassis verwendet, um die Pioniertruppen zu mobilisieren. Ein bekanntes Beispiel ist der Bergepanther. Diese Fahrzeuge dienten dazu, abgeschossene oder defekte Kampfpanzer vom Gefechtsfeld zu bergen und den Reparatureinheiten zu übergeben. Andere Fahrzeuge wie der Sherman BARV dienten dazu, die Truppe zu unterstützen, mit Nachschub zu versorgen oder, im Falle des Sherman BARV, Landungsstrände zu räumen. Sie waren speziell konstruiert, leichter gepanzert als Kampfpanzer und meist nicht oder nur leicht bewaffnet. Unterstützungspanzer verfügen meist, entsprechend ihrer Aufgabenstellung, über Kräne, Hebevorrichtungen oder Erdspaten. Um Wasserhindernisse problemlos überwinden zu können, verwendete man im Zweiten Weltkrieg Pontonbrücken, die von der Pioniertruppe angelegt wurden. Das geschah nicht selten unter schwerstem Beschuss.
Nach dem Krieg wurden Panzerschnellbrücken entwickelt. Damit konnten kleinere Wasserläufe und Flüsse, die die Furttiefen der Panzer überschritten, schnell überwunden werden. Angreifende Panzerverbände werden so nicht durch den langwierigen Aufbau einer Pontonbrücke behindert und können ihren Vormarsch schneller und effektiver fortsetzen. Einen der effektivsten Einsätze von Brückenlegepanzern führte die ägyptische Armee während des Jom-Kippur-Krieges durch, als sie am ersten Angriffstag ab 13:30 Uhr mit Brückenlegepanzern und einigen wenigen Pontons den Suez-Kanal überbrückte. Die Ostseite des Sueskanals hatte die israelischen Armee mit einem Sandwall verstärkt, der mit starken Wasserstrahlen weggespritzt wurde. Anschließend konnten Brückenlegepanzer innerhalb von vier Stunden den Sueskanal überbrücken. Gleichzeitig bildeten amphibische Fahrzeuge und Luftlandetruppen einen Brückenkopf. Bis Mitternacht waren große Teile der 2. ägyptischen Armee übergesetzt und hatten das Ostufer des Sueskanals eingenommen.
Andere Panzerfahrzeuge dienen dem Nachschubtransport oder wie das Minenwurfsystem Skorpion der deutschen Bundeswehr als Minenlegefahrzeug. Spezielle Pionierpanzer wie der deutsche Keiler werden zum schnellen und effektiven Räumen von Minenfeldern eingesetzt.
Sie alle dienen dazu, den Panzern und gepanzerten Kräften den Vormarsch zu erleichtern. Dank ihrer Kettenfahrwerke sind sie auch in schwerem Gelände sehr effektiv. Meist greifen die Entwickler solcher Fahrzeuge auf bereits vorhandene Fahrgestelle existierender Kampfpanzer zurück. Aufgrund der gleichen Leistungsdaten bleibt die Geschwindigkeit der angreifenden Panzerverbände erhalten und die unterstützenden Einheiten können den Kampftruppen problemlos folgen.

## Radantrieb
Der Radantrieb stellt eine kostengünstige Alternative zu den schweren, teuren und oft komplizierten Fahrzeugen mit Panzerkettenlaufwerk dar. Nach dem Zweiten Weltkrieg wuchs durch verbesserte Technik die Geländefähigkeit des Radantriebes an. Großer Vorteil von Radpanzern ist die einfachere Wartung und Bedienung.

### Radkampfpanzer

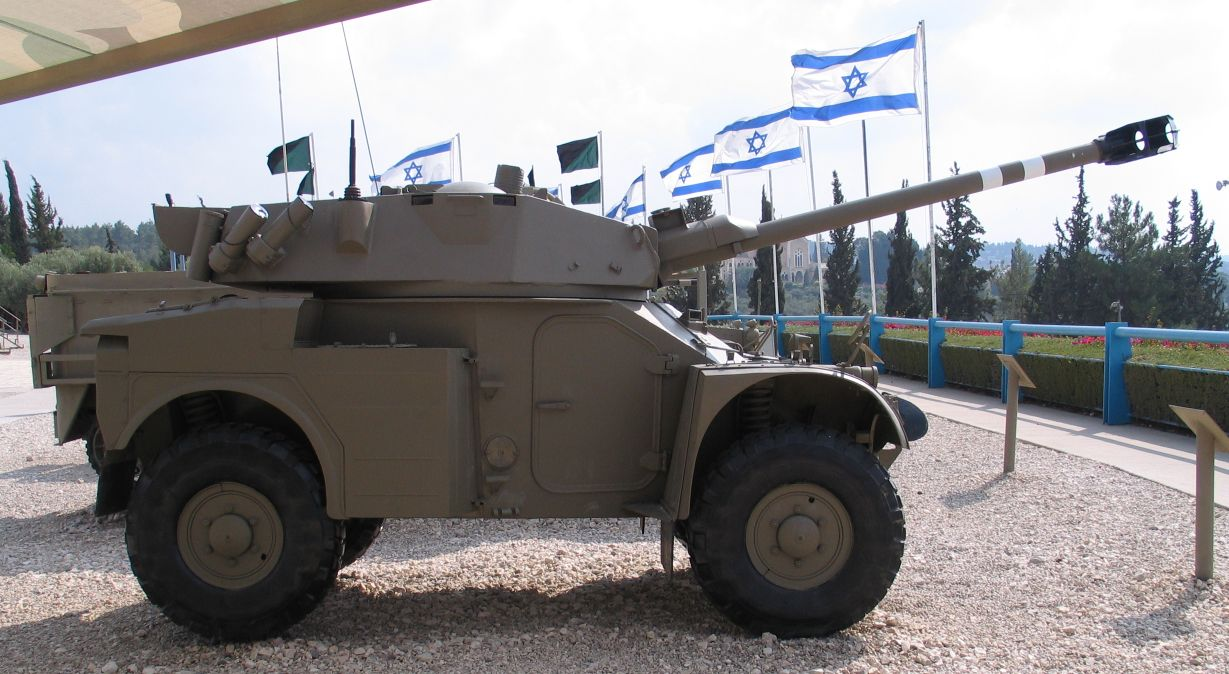
Französischer Panhard AML mit 90-mm-Kanone

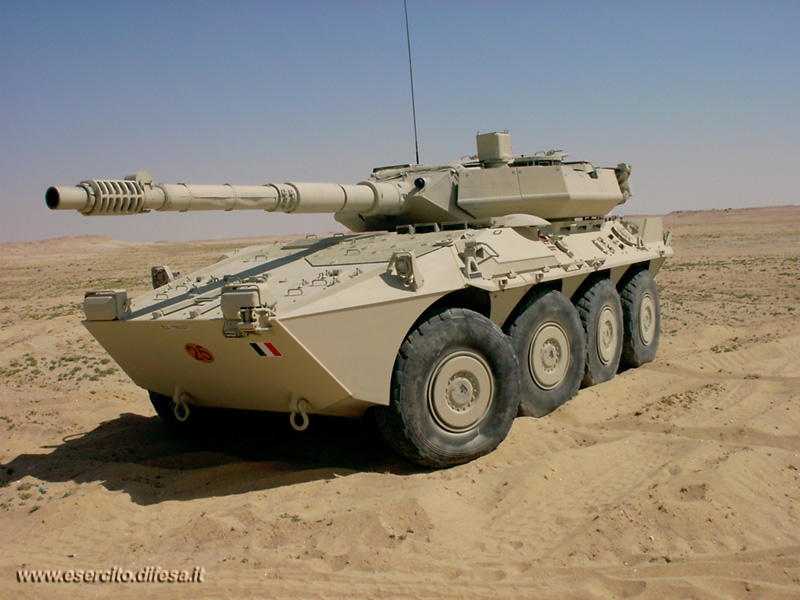
Italienischer Achtradjagdpanzer „Centauro“

Problematisch war bei den relativ kleinen Fahrzeuge lange Zeit die schwache Bewaffnung. Schwere panzerbrechende Geschosse konnten nicht einfach verschossen werden, da die verwendeten Türme nicht in der Lage waren, die großen Kanonen aufzunehmen. Dieses Problem wurde im Verlauf der Entwicklung nach 1945 aber behoben. Bereits die deutsche Wehrmacht konnte Achtradspähpanzer mit einer kurzen 75-mm-Stummelkanone ausrüsten. Trotzdem wurden im Zweiten Weltkrieg Radpanzer lediglich für Späh- und Verbindungsaufgaben genutzt. Spätestens mit der Entwicklung des Hornet Malkara änderte sich dies. Der Hornet Malkara basierte auf dem Humber Pig 4×4 Transporter. Die Malkara-Raketen waren in der Lage, auf 2000 Meter jeden seinerzeit existierenden Panzer zu vernichten. Mittlerweile werden diese Fahrzeuge mit Kanonen bis zu 105 mm Kaliber angeboten, so etwa der italienische Centauro. Panzerabwehrlenkraketen wurden wie beim BRDM-2 montiert.
Zwar verwenden beinahe alle großen Armeen für diverse Aufgaben Radpanzer, das Hauptaugenmerk der Produzenten liegt jedoch auf dem Export für kleinere Armeen. Ärmere Staaten vor allem in Asien und Afrika haben beinahe nur Radpanzer als gepanzerte Kräfte. Die schnellen Fahrzeuge eignen sich auch für unwirtliche Umgebungen wie etwa Regenwälder. Im Gegensatz zu schweren Kampfpanzern sind die meisten Radpanzer noch dazu voll amphibisch; Wasserhindernisse können vielfach ohne Vorbereitung überwunden werden. In einigen Varianten erfolgt hierbei der Antrieb über Räder; es wurden aber auch Varianten produziert, die über einen Wasserstrahlantrieb oder Schrauben verfügten. In der Zukunft wird dem Radpanzer wohl mehr Bedeutung zugedacht werden. Das moderne Kampffeld scheint für diese wesentlich kleineren Fahrzeuge besser geeignet als für schwere Kampfpanzer. In einer urbanen Umgebung sind Radpanzer schneller, wendiger und dank neuer Bewaffnung ebenso schlagkräftig wie ihre großen Verwandten.

### Radschützenpanzer

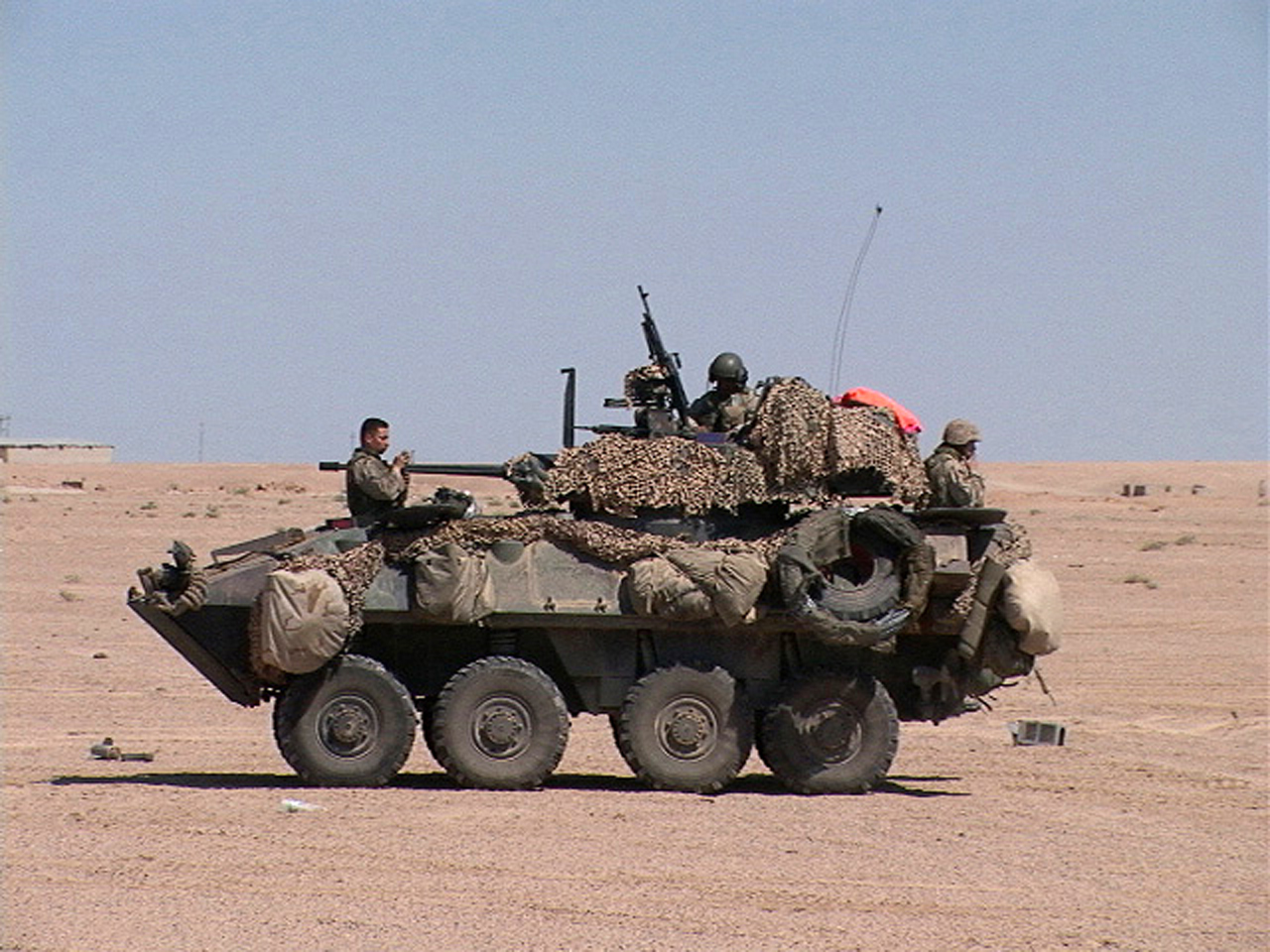
US-amerikanischer LAV-25 des US-Marinecorps im Irakeinsatz

Vor allem bei den leichten Infanterietruppen wie etwa den Fallschirmjägern oder den Gebirgsjägern finden häufig leichte Radschützenpanzer Verwendung. Neben den leichten Panzern bilden sie die gepanzerten Kräfte dieser Einheiten. Wie ihre kettenangetriebenen Äquivalente bei den Panzergrenadieren sind sie mit einer leichten Kanone im Kaliber von 20 bis 30 Millimetern bewaffnet. Das Mannschaftsabteil fasst sechs bis zwölf Soldaten. Sie sind luftverlastbar, vollständig amphibisch und ebenso kostengünstig wie die Radkampfpanzer. Ein wichtiger Vertreter ist der südafrikanische Ratel, ebenso das US-amerikanische Light Armored Vehicle-25, das beim US-Marinekorps im Einsatz ist. Radschützenpanzer stellen außerdem einen ernstzunehmenden Faktor im urbanen Gefechtsfeld dar. Sie können problemlos Patrouillen übernehmen und sind dank des Radantriebes schneller und wendiger auf der Straße als kettengetriebene Schützenpanzer. Gleichzeitig können sie mehrere Soldaten unter Panzerschutz in ihr Aufgabengebiet befördern. Im Rahmen internationaler Einsätze, etwa im Kosovo oder in Bosnien, ist der Radschützenpanzer eines der wichtigsten Elemente der dort stationierten Truppen.

### Radpanzer der Artillerie
Einen ganz eigenen Weg beschritten sowohl die Tschechen als auch die Südafrikaner. Neben der DANA ist die Denel G6 eine der wenigen Selbstfahrlafetten auf einem Radgestell. Ähnlich wie bei Radschützen- und Radpanzern steht die leichtere Wartung der Waffe im Vordergrund. Nachteilig erweist sich hierbei, dass Radpanzer nicht dieselbe Stabilität bieten wie Kettenfahrzeuge. Daher müssen bei beiden Fahrzeugen vor dem Feuern zusätzliche Stützeinrichtungen ausgefahren werden.

## Erkenntnisse, Bedrohung und Gegenmaßnahmen
Während des Kalten Krieges rüsteten alle beteiligten Nationen ihre Panzerstreitkräfte massiv auf – sie erwarteten die große Panzerschlacht in Mitteleuropa. Dafür war der Kampfpanzer ein probates Mittel, was seine Entwicklung entsprechend der dargestellten Doktrin und Einsatzgrundlage auch beeinflusste. Nach dem Ende des Kalten Krieges hat sich das Aufgabenbild der Panzerstreitkräfte jedoch gewandelt. Die große Panzerschlacht in Mitteleuropa war nicht mehr zu erwarten. Stattdessen werden die eingesetzten Truppen in den diversen Konflikten auf dieser Welt immer wieder in eine asymmetrische Kriegführung gezwungen. Kleine schnelle Kampfverbände aus Infanterie und Schützenpanzern, unterstützt von starken Luftverbänden übernehmen mehr und mehr die Kampffelder. Auch das Kampffeld selbst hat sich geändert. Im Kalten Krieg ging man von Schlachten auf offenem Gelände aus. Im asymmetrischen Krieg ist das Kampffeld aber urbaner Natur. Hier erweist sich der Panzer als zu schwerfällig. Mehr und mehr wird der Panzer in diesem Umfeld bedroht durch kleine Panzerabwehrtrupps. Diese können mittlerweile, dank der neuen Technik bei der Panzerabwehr, so agieren, dass sie zuschlagen und das Kampffeld verlassen können, noch bevor eine Panzereinheit dies verhindern kann.

## Kräfteverhältnis
Auf dem Höhepunkt des Kalten Krieges standen sich theoretisch etwa 70.500 Panzer gegenüber. Ein erheblicher Teil dieser Panzer sowohl der NATO als auch des Warschauer Paktes war nur bei sehr großzügiger Auslegungsweise als Kampfpanzer zu bezeichnen.
Im Einzelnen waren beim Warschauer Pakt Anfang der 1980er Jahre vorhanden (alle Varianten):
- etwa 20.400 JS-2, JS-3, T-10 und T-34 (völlig untauglich)
- 13.800 T-55/T-62
- 10.640 T-64 und T-72
- 1.100 PT-76 (bedingt tauglich)
- 2.550 ASU-57 und ASU-85 (ASU-57 völlig untauglich)
- T-80 (Auslieferung erst ab 1984)
- TR-85 (Auslieferung ab 1986)

Zusammen: 48.490 (24.440 taugliche, 1.100 bedingt taugliche und 22.950 untaugliche)
Bei der NATO (alle Varianten):
- 4.396 M48 (bedingt tauglich)
- 10.245 M60
- 3.989 M47 (untauglich)
- 150 M1 Abrams
- 4.451 Leopard 1
- 150 Leopard 2
- 70 M551
- 1.384 AMX 30
- 403 Centurion (untauglich)
- 471 AMX 13 (bedingt tauglich)
- 39 AMX-10 RC (bedingt tauglich)
- 264 ARC EBR-75 (untauglich)
- 970 Jagdpanzer
- 900 Chieftain
- 100 M 41 (untauglich)
- 81 M 24 (untauglich)
- ? FV102 Striker
- Challenger 1 (Auslieferung erst ab 1983)

Zusammen: 28.274 (18.320 taugliche, 4.906 bedingt taugliche (plus der FV 102 Striker) und 4837 völlig untaugliche)

## Verweise